# Église Saint-Jacques-Saint-Gilles de Fleurines
L'église Saint-Gilles est une église catholique paroissiale située à Fleurines, dans le département de l'Oise, en France. Elle se situe sur l'un des chemins de Compostelle, ce qui explique son premier vocable, et succède à un édifice du XIIe siècle, dont ne subsistent plus que le clocher latéral roman, vraisemblablement tronqué, et peut-être les contreforts d'angle sud-est. En dehors de ces éléments, c'est une construction gothique flamboyante qui porte les caractéristiques du premier quart du XVIe siècle. Sa grande homogénéité témoigne d'un avancement rapide du chantier. Elle va de pair avec un plan rectangulaire très simple s'inscrivant dans un rectangle, et une architecture un peu sommaire. L'effort décoratif se limite pratiquement au portail principal et aux réseaux flamboyants des fenêtres. Le décor sculpté se fait rare à l'intérieur, et se limite à ce portail, deux chapiteaux, quatre culs-de-lampe dans les angles et trois clés de voûte. Le profil des nervures des voûtes est rustique, et les arcs formerets font défaut. Ceci n'empêche pas une exécution solide et soignée. Ce qui fait l'intérêt de l'église de Fleurines est son plan pratiquement symétrique à double vaisseau, et au chevet plat : elle prend ainsi les caractéristiques d'une église-halle, dont l'on ne trouve, dans tout le nord de l'Île-de-France historique, pas d'autre représentant correspondant si bien à la définition. Généralement les deux vaisseaux ne datent pas de la même époque, ou bien ne sont pas homogènes du chevet jusqu'à la façade. L'église Saint-Gilles est donc inscrite au titre des monuments historiques par arrêté du 30 mai 1978. Elle est aujourd'hui rattachée à la paroisse Sainte-Maxence de Pont-Sainte-Maxence et les messes dominicales anticipées sont célébrées le deuxième et le quatrième samedi du mois à 18h30 de septembre à juin.

## Localisation

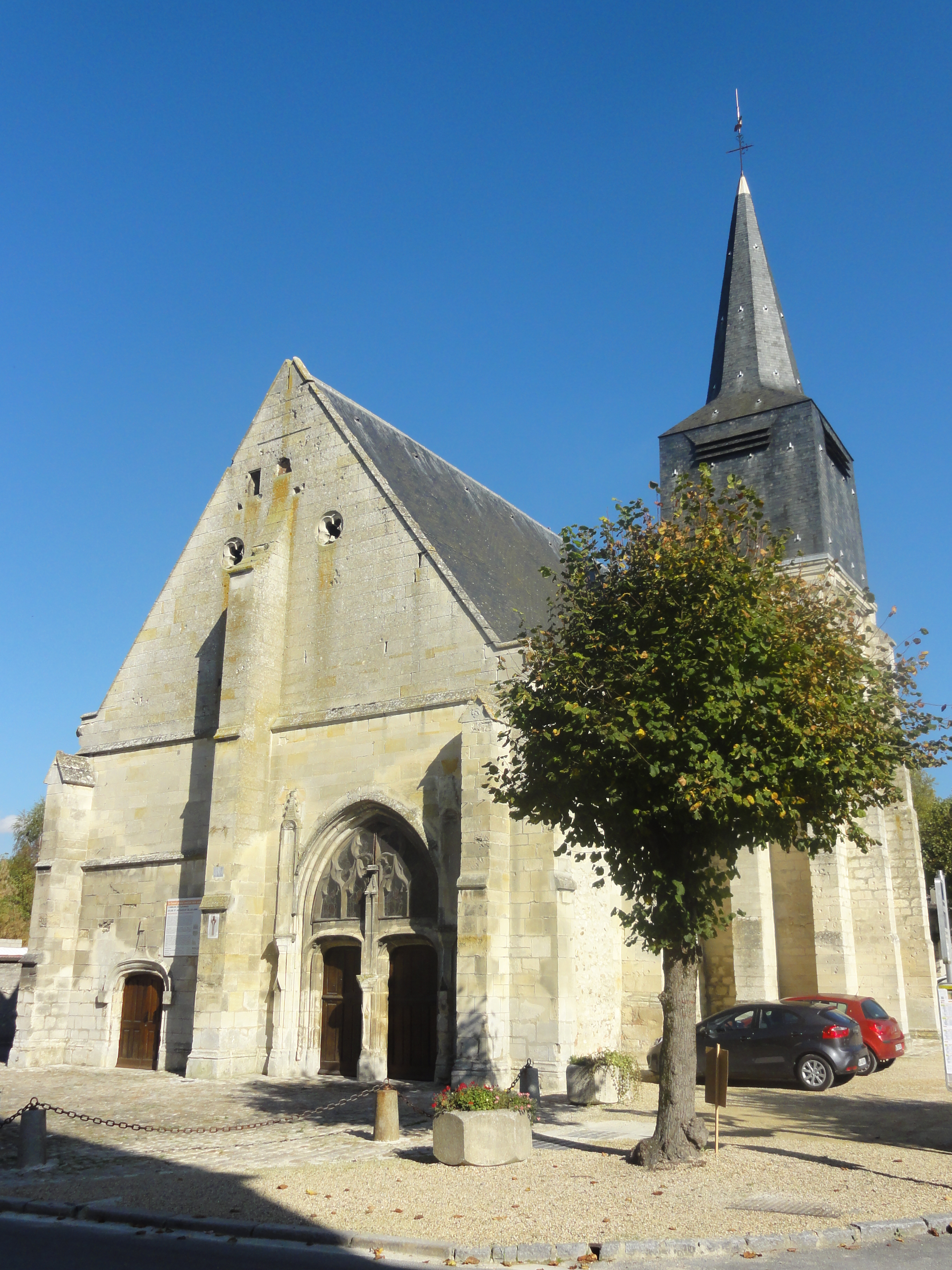
Vue depuis le sud-ouest.

L'église Saint-Gilles est située en France, en région Hauts-de-France et dans le département de l'Oise, dans le parc naturel régional Oise-Pays de France, dans la forêt d'Halatte, dans la commune de Fleurines, près de la route principale du village, l'ancienne RN 17 (RD 1017 - rue du général de Gaulle), face à la mairie. C'est la façade occidentale qui donne sur la rue. Elle prend un peu de recul face à celle-ci, et un parvis est ainsi laissé libre devant les deux portails. Au sud de l'église, se situe un grand parking, qui n'est autre que le terrain de l'ancien cimetière transféré vers son emplacement actuel en juin 1840, tandis que la rue de l'Église passe devant l'élévation septentrionale. La façade et les élévations latérales sont donc bien dégagées et bien mises en valeur, mais en revanche, le chevet donne presque immédiatement sur les murs de clôture d'une série de jardins privés, et est mal visible.

## Historique

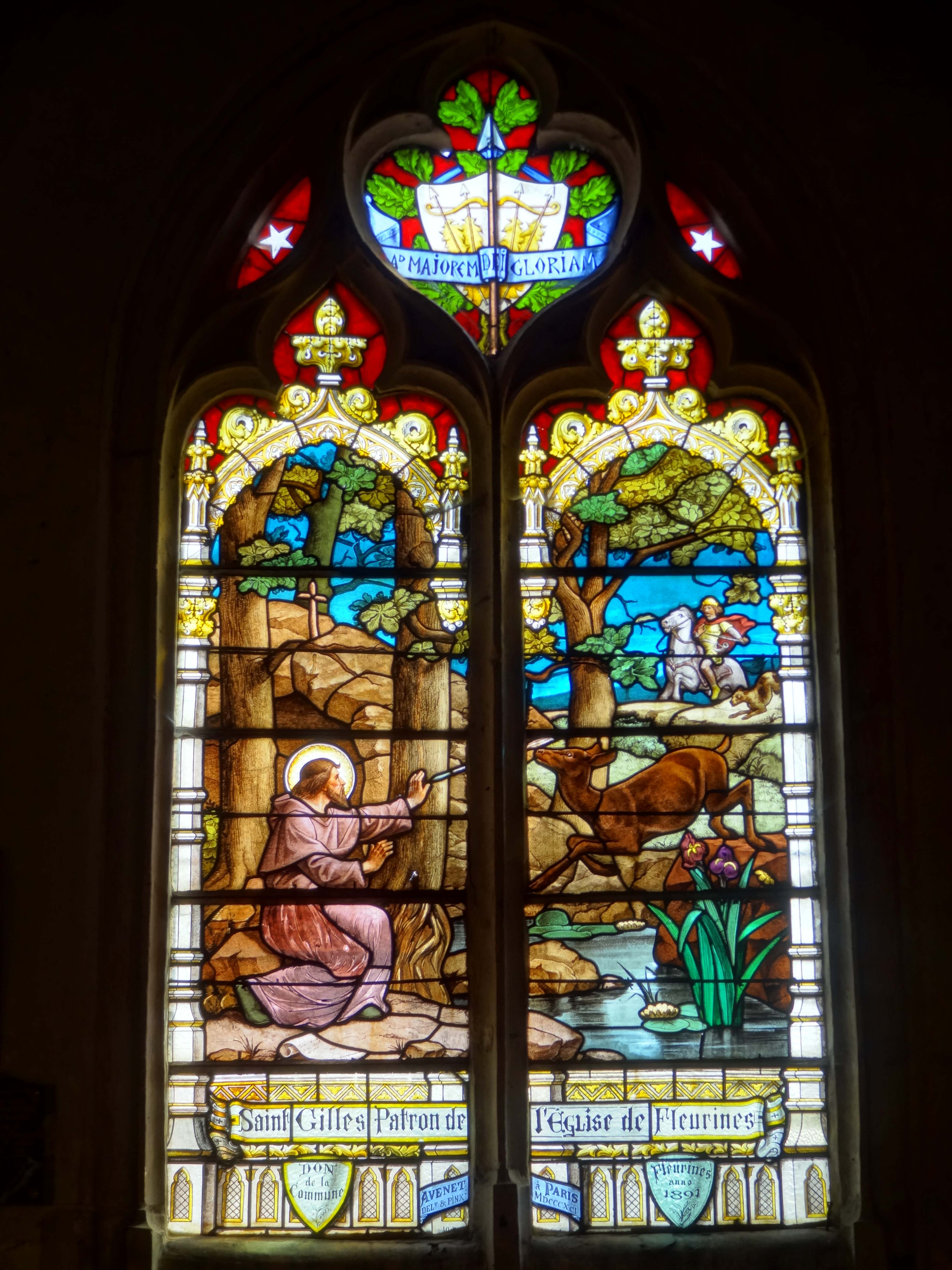
Vaisseau sud, verrière no 4 - « Saint Gilles, patron de la paroisse » (1891).

Le premier patron de l'église est saint Jacques le Majeur, et la tradition orale locale attribue la construction de l'église à des bâtisseurs locaux au retour du pèlerinage de Saint-Jacques-de-Compostelle. L'un des chemins de Compostelle passe toujours au sud de Fleurines. Assez curieusement, aucune statue, aucune représentation iconographique ne représente saint Jacques à l'intérieur de l'église, et il semble qu'il n'y a pas eu de dédicace officielle à ce patron. Saint Gilles l'Ermite apparaît pour la première fois lors de la création d'une fête locale (après la moisson), vers 1640 environ. Avec le temps, il finit apparemment par être considéré comme le patron, sans cérémonie de dédicace telle qu'exigée par les articles 1217 et 1218 du droit canonique (qui du reste ne permet pas l'adjonction de patrons après la dédicace). Ensuite, après la dissolution du prieuré Saint-Christophe-en-Halatte, sur l'actuelle commune de Fleurines, en 1791, la paroisse hérite du vocable de l'église désaffectée de Saint-Christophe. Ainsi, Roger Ana écrit « Notre église placée actuellement par erreur sous le triple vocable de saint Jacques, saint Gilles et saint Christophe… ». Ce triple vocable est déjà mentionné par Louis Graves en 1834. La statue de saint Christophe demeure toutefois dans l'église du prieuré, et l'église de Fleurines ne contient pas plus de références à saint Christophe qu'à saint Jacques. En revanche, un saint beaucoup vénéré à Fleurines est saint Hubert de Liège, patron des chasseurs, qui a sa statue et son vitrail. La date et les circonstances exactes de fondation de la paroisse ne sont pas connues. Il ne fait toutefois aucun doute que la paroisse de Fleurines constitue un démembrement de celle de Saint-Christophe-en-Halatte, et que sa fondation est imputable aux moines du prieuré. Celui-ci est en effet le collateur de la cure sous tout l'Ancien Régime, et également son curé primitif. Trois noms de curés de Fleurines avant le XVIe siècle sont connus grâce aux sources d'archives : Jehan Regnault (1334), Hemmy ou Henry (1393), Guillaume Bellanger (1410). Étant donné le statut de la paroisse, il doit s'agir de religieux bénédictins du prieuré, ou de vicaires perpétuels si le prieur nomme un prêtre séculier.

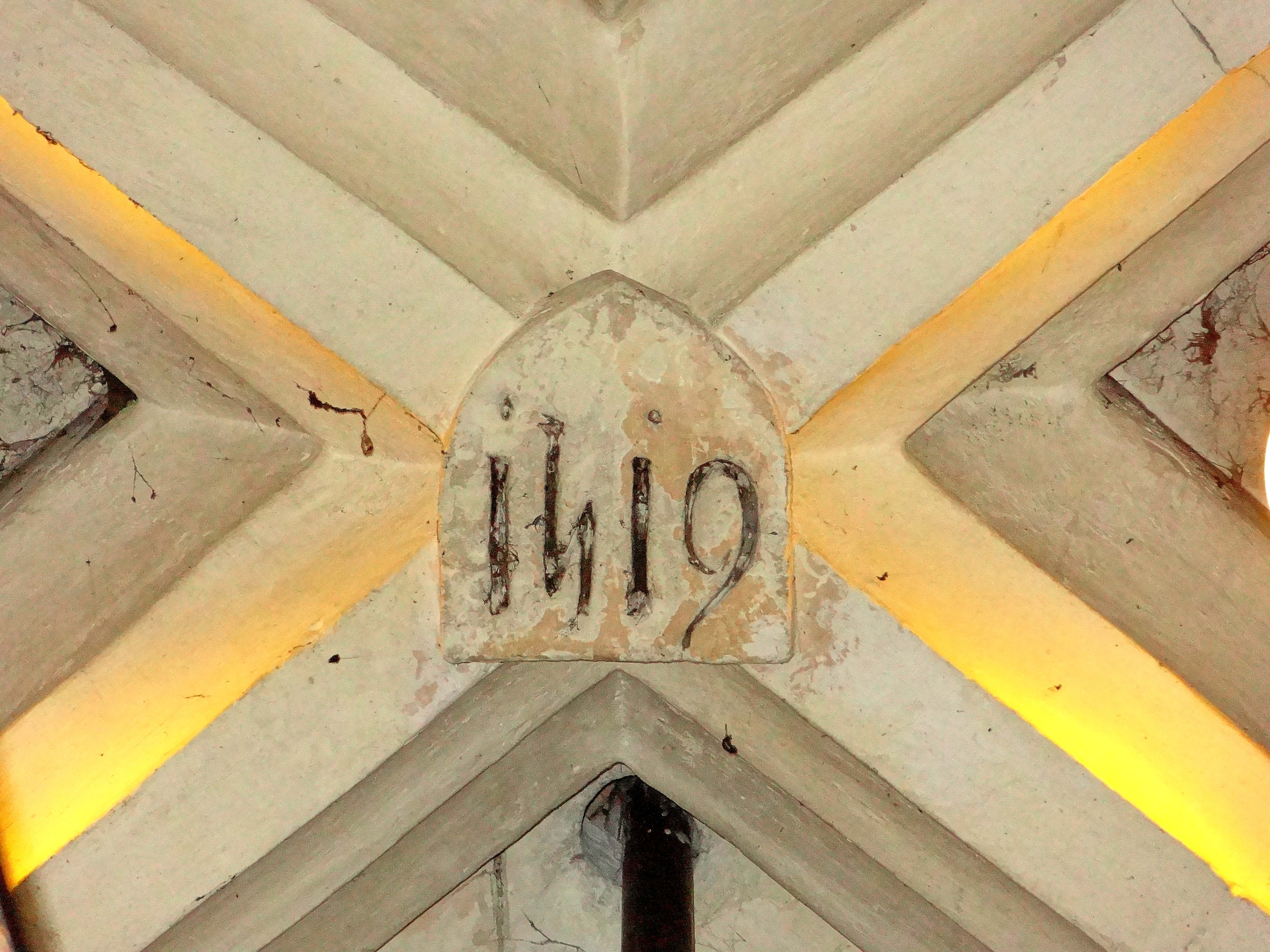
Vaisseau nord, clé de voûte de la 2e travée avec la date de 1419.

Roger Ana est parvenu à la conclusion que les curés de Fleurines résident au presbytère de Saint-Christophe jusqu'en 1750, quand celui-ci devient inhabitable. D'un ton péremptoire, le même auteur écrit : « On a beaucoup écrit et surtout de petites phrases, hélas, toutes erronées au sujet de l'église de Fleurines, qui, malgré la proximité de Senlis, relevait du diocèse de Beauvais [archidiaconé et doyenné de Clermont]. Certains historiens qui se voulaient régionaux, ont certifié que notre église datait du XVIe siècle, d'autres ont prétendu que le porche était du XVIIe. On a même écrit qu'il n'y avait pas de curé à Fleurines avant le XVIIe siècle, et de là, à conclure que l'église n'existait pas avant cette époque. Et pourtant, des écrits, des archives et la pierre, nous permettent encore aujourd'hui de rétablir la vérité ». Roger Ana ne dispose, pour leur contredire, que des trois noms de curés qui pourtant, selon lui, habitaient Saint-Christophe, et de la date de 1419 inscrite à l'envers sur la clé de voûte de la deuxième travée du nord. Il n'y a pourtant aucune contradiction entre l'existence de curés avant le XVIe siècle et la datation de l'église du XVIe siècle sur la base de l'analyse stylistique, puisque l'église actuelle succède certainement à un édifice plus ancien. Le porche, s'il ne s'agit pas d'une confusion avec le terme portail, n'existe plus. Quant au millésime de 1419, il correspond à la bénédiction par l'abbé Guillaume Bellanger en cette même année, selon des recherches plus récentes du même auteur. En connaissance de cause, la date a dû y être inscrite lors d'une restauration moderne. Les clés de voûte antérieures au XVIe siècle ne portent généralement pas de date. Dominique Vermand, qui a étudié une bonne partie des églises du département, insiste en tout cas sur la datation de la majeure partie de l'édifice du XVIe siècle. Le clocher, atypique, serait plus ancien.
La phrase de Roger Ana, que « les travaux ont certainement commencé au cours de l'époque plus calme et d'état économique plus favorable, qui succéda à la Jacquerie, c'est-à-dire vers 1390 », ne se fonde apparemment sur aucun document d'archives, ni sur l'étude archéologique du monument, mais sur l'hypothèse d'une progression assez lente du chantier, pourtant contredite par la grande homogénéité stylistique des deux vaisseaux du chevet jusqu'à la façade, et de la date d'achèvement supposée de 1419. Un peu plus loin, Roger Ana évoque lui-même un délai de construction de dix à vingt ans, ce qui paraît plus vraisemblable. Il dit alors que les travaux auraient été lancés vers 1400. Comme preuve de l'existence de l'église vers 1425, il se réfère au compte-rendu d'une enquête effectuée le 4 juillet 1475, relative à un droit de paisson. Il y est dit qu'un certain Pierre Noël affirme que Pierre Marquez, de Villers-Saint-Frambourg, avait conclu un accord avec le prieur de Saint-Christophe pour pouvoir faire paître ses pourceaux dans la forêt, moyennant une redevance annuelle de trente-deux sols, pour moitié à l'église Saint-Jacques de Fleurines, en précisant que cette dernière était la seule église paroissiale des deux villages (soit Saint-Christophe-en-Halatte et Fleurines). Deux baux conclus pendant les années 1450 mentionnent également l'église Saint-Jacques de Fleurines. Or, rien ne permet de conclure qu'il s'agit déjà de l'édifice actuel. Il en va autrement d'un marché conclu en 1520 avec Guillaume Lienard, maçon à Saint-Christophe, pour faire le grand portail.

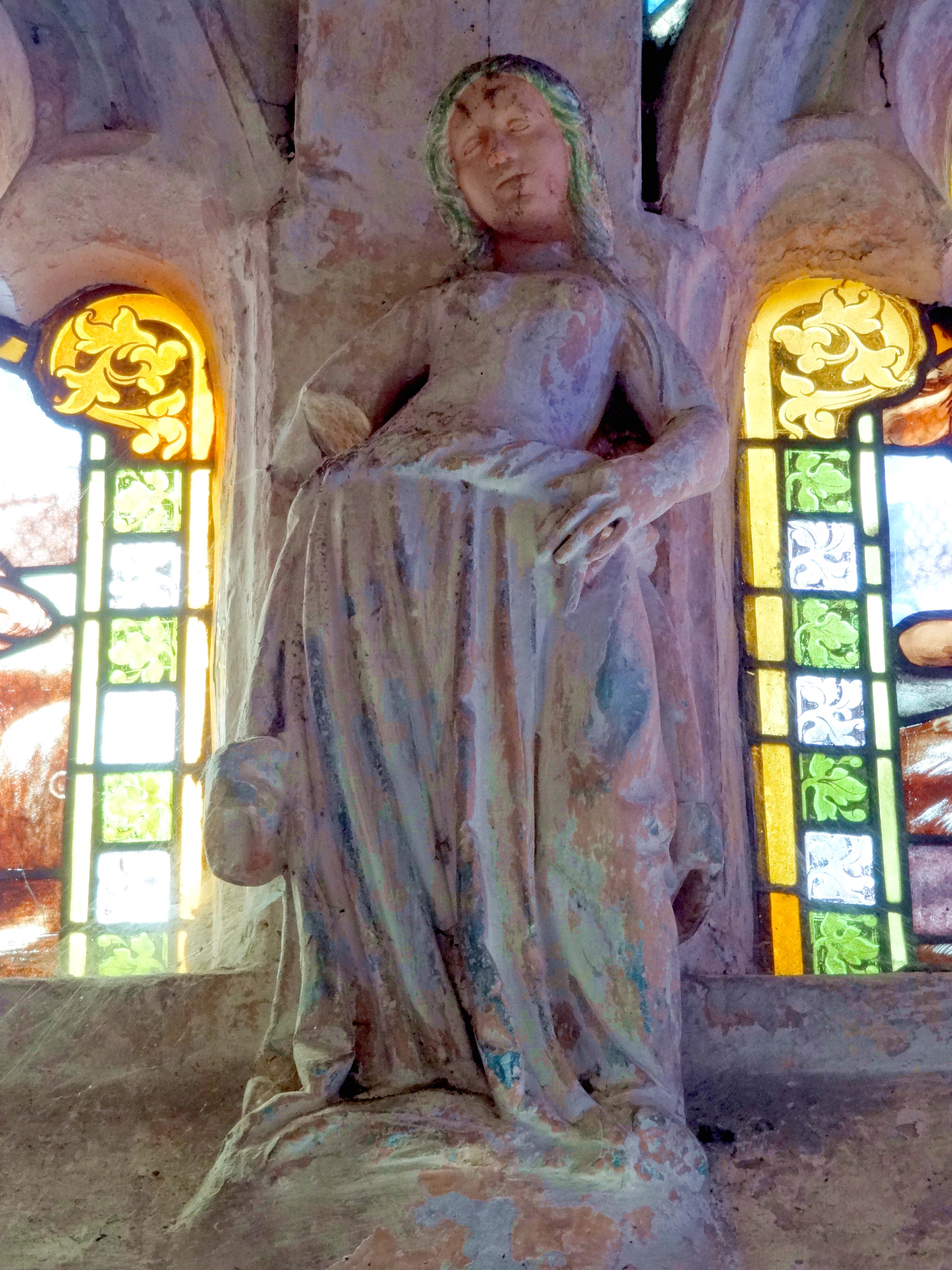
Statuette révolutionnaire de la déesse Raison au-dessus du portail principal.

Vers la fin du XVIIe siècle, le clocher nécessite une restauration. Le procès-verbal dressé le 12 janvier 1698 par Jean Rambaut, prévôt de Fleurines et de Saint-Christophe, révèle que le curé et les marguilliers avaient repoussé la balustrade séparant le sanctuaire de la nef des fidèles vers l'ouest, à côté du clocher. Les intéressés tempèrent que ce n'est pas dans le but de faire assumer les charges de réparation par le prieuré, qui est tenu de prendre en charge l'entretien du chœur. Ils sont conscients du fait qu'étant situé à côté de la nef, le clocher est à la charge des paroissiens. Mais en 1760, c'est le prieur qui finance la réparation du clocher. Des contreforts médians sont plaqués devant les murs est et ouest, et les baies romanes du milieu du XIIe siècle sont bouchées. Hormis les questions de réparations à l'église et au presbytère, peu d'éléments de la vie de la paroisse sous l'Ancien Régime sont connus. L'un surtout a marqué la population pour longtemps. Dans la nuit du 7 au 8 octobre 1716, des voleurs s'introduisent dans l'église, et volent le calice, le ciboire, la patène, deux nappes d'autel, une serviette et plusieurs ornements liturgiques. L'enquête du prieur pour identifier les coupables n'aboutit pas. Les paroissiens attendent maintenant que le prieur remplace le mobilier liturgique manquant, comme il est de son devoir en tant que collateur de la cure et seigneur du village, mais il fait la sourde oreille. Les habitants se voient dans l'obligation de l'assigner, et il est alors obligé de répondre, mais porte l'affaire devant le Grand Conseil. Ainsi le prieur espère pouvoir se soustraire à son obligation. Malheureusement, les documents relatifs à la suite de l'affaire se sont perdus.
Sous la Révolution française, à l'automne 1793, l'église est apparemment transformée en Temple de la Raison. En témoigne encore une statuette en pierre placée au revers du tympan ajouré du portail principal, qui mesure 80 cm de hauteur, et est censée représenter la Déesse Raison. L'église est débarrassée de la plupart de son mobilier. Ne reste guère que le confessionnal de 1772. Des dons des paroissiens permettent de reconstituer le mobilier, à commencer par le Christ en croix de 1808. Le sanctuaire est remis en état en 1809. Ceci n'empêche pas que les travées orientales de l'église sont proches de la ruine en 1814. Le maître-autel est restauré en 1829 par Durossoy, entrepreneur de peinture et décorateur. Financés par une souscription publique, d'importants travaux de restauration sont entrepris entre 1875 et 1895. L'église est alors équipée de nouveaux vitraux. Les verrières ornementales du vaisseau nord datent de 1890 et ont été fournies par Buteau-Goulet, Noyon. Parmi les verrières figurées du vaisseau sud, celles de saint Jacques et de saint Hubert sont des créations de l'atelier Avenet, Paris, et datent de 1891. L'église est inscrite au titre des monuments historiques par arrêté du 30 mai 1978. Jusqu'en 1996, quand les quarante-cinq nouvelles paroisses sont définies à l'échelle du diocèse, Fleurines forme un regroupement paroissial avec l'église Saint-Gervais de Pontpoint, l'église Saint-Gervais-Saint-Protais de Rhuis et l'église Saint-Remy de Roberval, dont le presbytère se situe à Pontpoint. Aujourd'hui, Fleurines n'a plus de curé en titre, et est affiliée à la paroisse Sainte-Maxence de Pont-Sainte-Maxence. Des messes dominicales anticipées sont célébrées le deuxième et le quatrième samedi du mois à 18h30 de septembre à juin.

## Description

### Aperçu général

Plan de l'église.

Régulièrement orientée, avec une légère déviation de l'axe vers le nord-est du côté du chevet, l'église répond à un plan très simple pratiquement symétrique s'inscrivant dans un rectangle. C'est l'une des rares églises-halles de la région. Elle se compose de deux vaisseaux de cinq travées parfaitement homogènes, et se terminant par un chevet plat. Jusqu'à la troisième travée, le vaisseau du sud est un peu plus large que son pendant du nord. La longueur de l'église est de 21,20 m dans l'œuvre, et sa largeur est de 11,20 m ; Roger Ana ne précise pas à quel niveau. Les piliers se composent d'un socle de 1,10 m de hauteur et d'un fût de 0,65 m de diamètre et de 2,40 m de hauteur, sans compter le chapiteau et le tailloir. La hauteur sous le sommet des voûtes n'est pas indiquée. Deux parties débordent du rectangle : le clocher latéral est bâti au sud de la troisième travée, et une sacristie est accolée au chevet du vaisseau sud. L'ensemble de l'église est voûté d'ogives. L'on accède à l'église par le grand portail à tympan ajouré du vaisseau sud, ou par la petite porte en anse de panier du vaisseau nord. Les deux vaisseaux sont couverts ensemble par une toiture à deux rampants, avec un pignon en façade et un autre au chevet. Le clocher carré est coiffé d'un étage de beffroi et d'une flèche octogonale en charpente. Toute la couverture est réalisée en ardoise.

### Intérieur

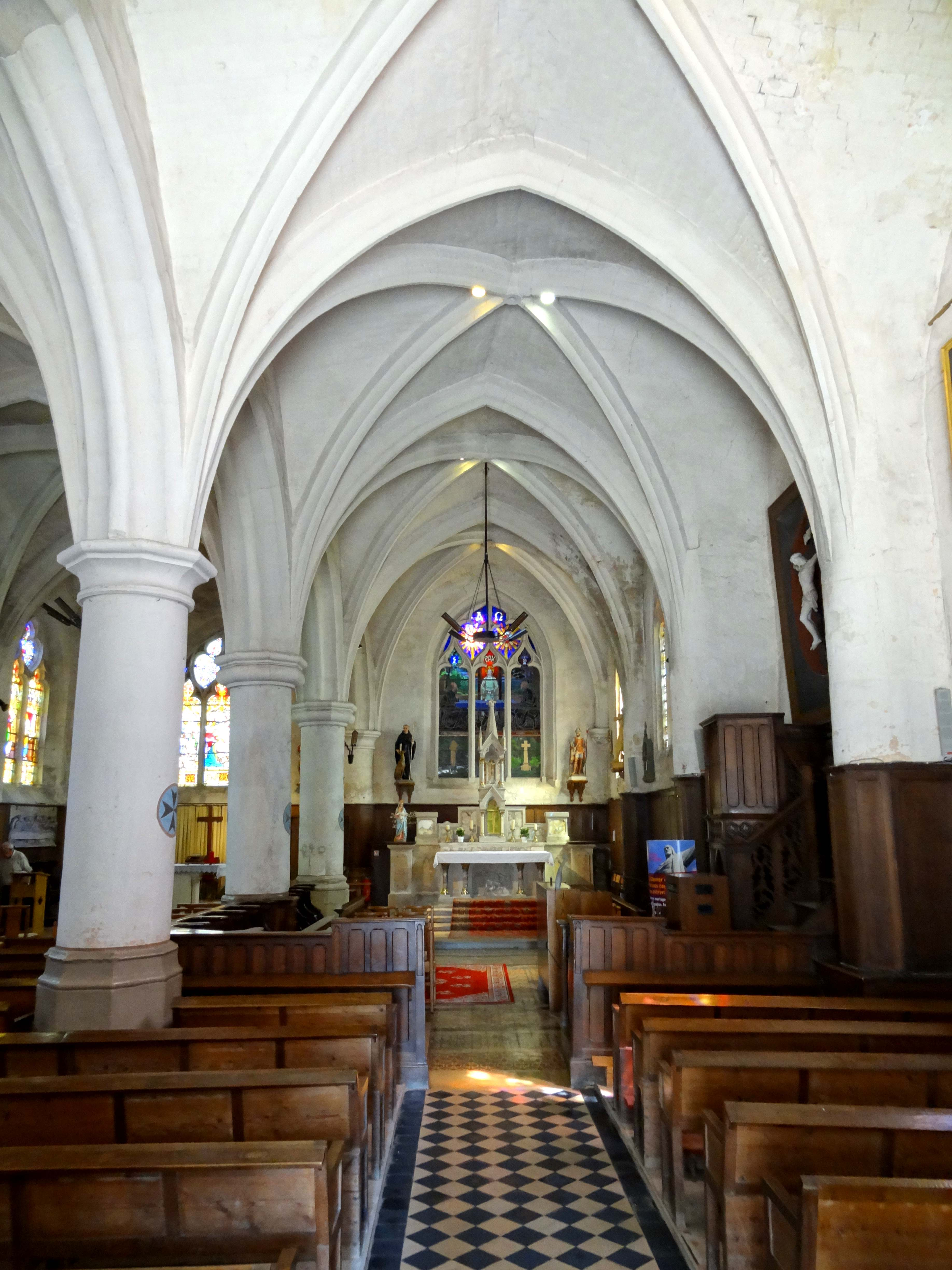
Vaisseau sud, 2e travée, vue vers l'est.

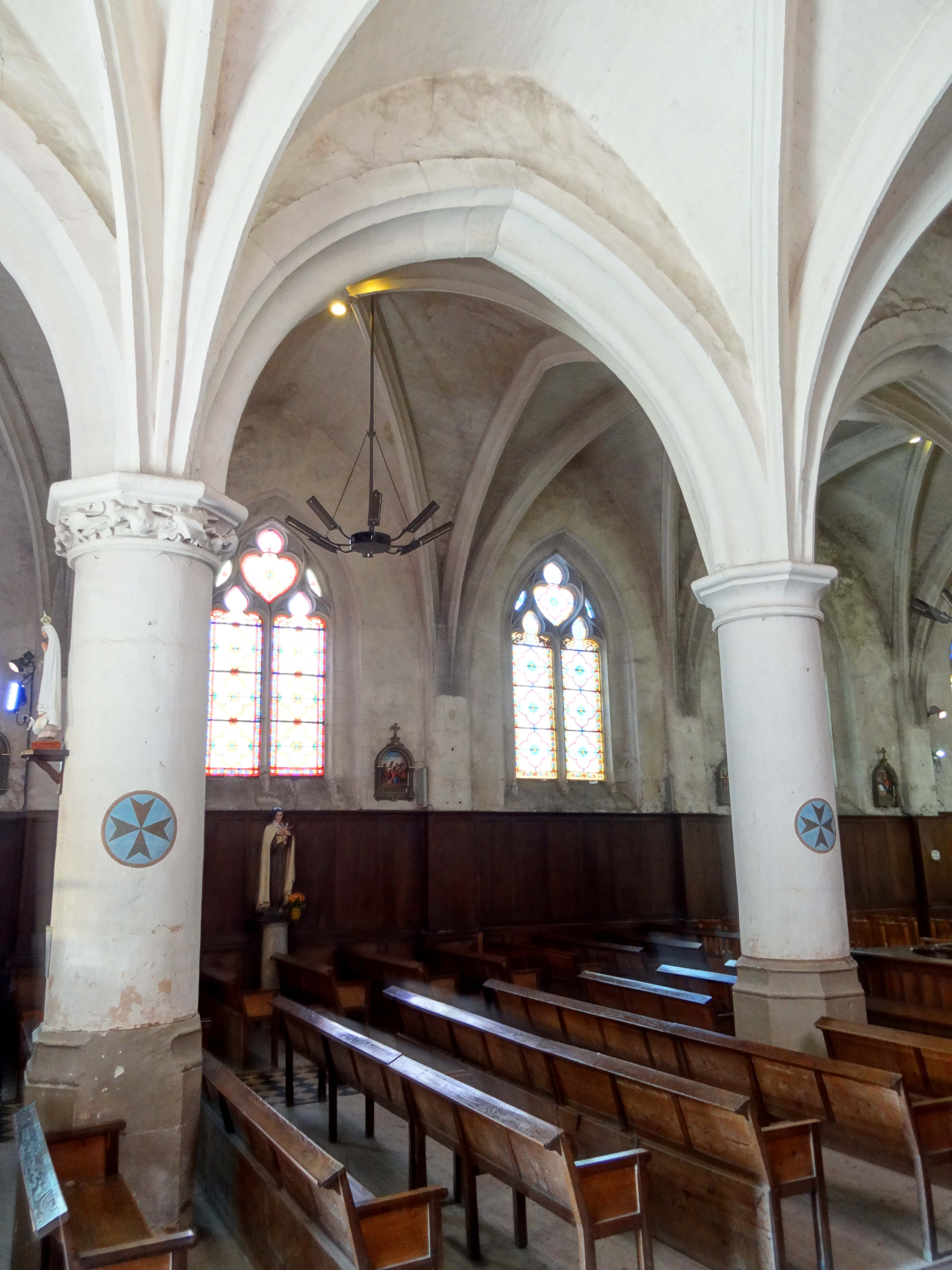
2e grande arcade.

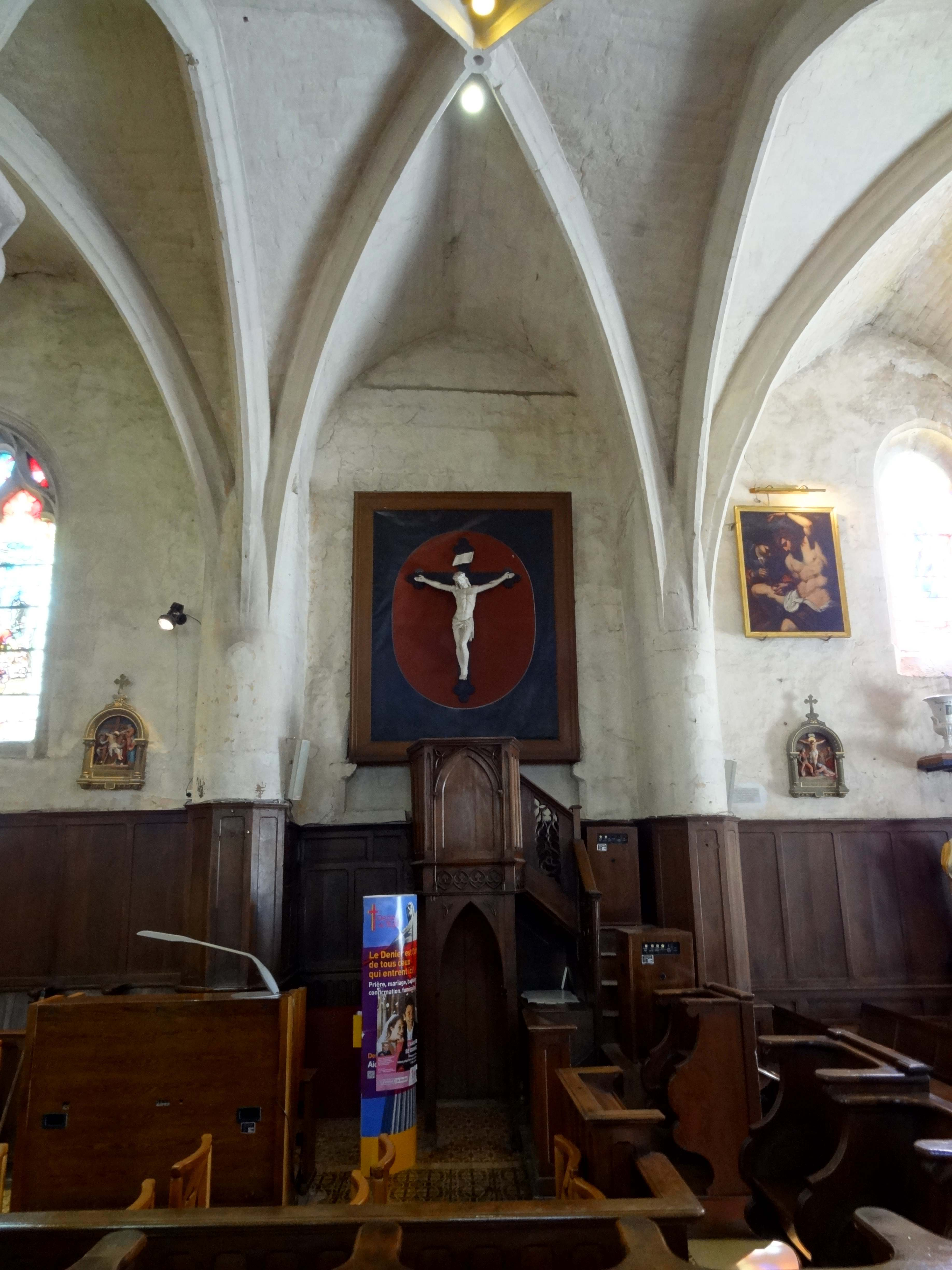
3e travée, élévation sud.

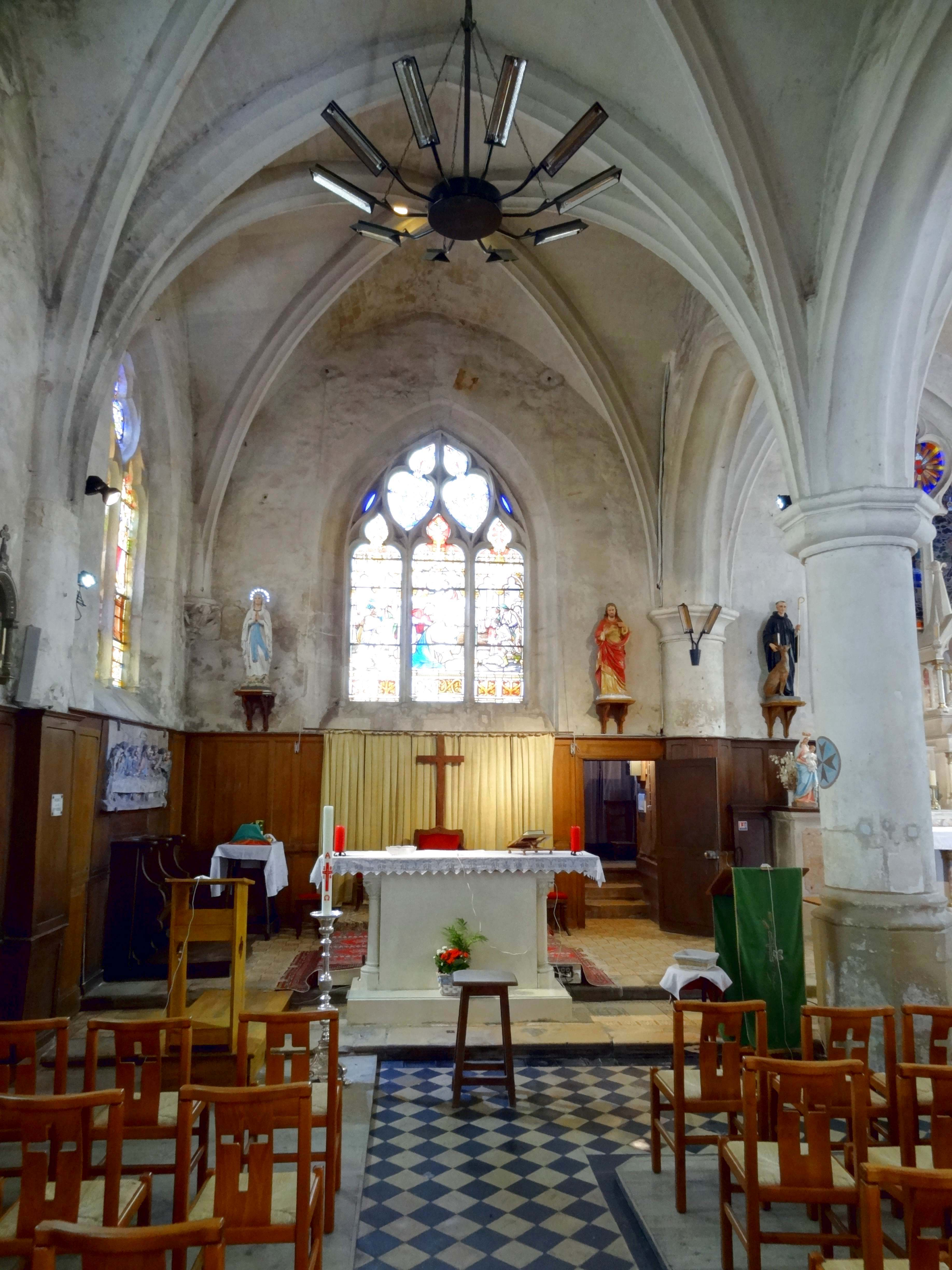
Vaisseau nord, 4e travée, vue vers l'est.

Rares sont les églises à double nef dans la région : Genainville est une église-halle avec une double nef gothique revoûtée à la période flamboyante et un chœur gothique rayonnant ; Limay est une église-halle du XIIIe siècle, en partie reprise à la période flamboyante, mais accompagnée encore de sa nef romane jusqu'au XVIIe siècle ; Fitz-James possède une double nef, mais celle du sud est plus longue, et celle du nord a des voûtes néo-gothiques ; Cauvigny a reçu une seconde nef avant le milieu du XIIe siècle, et Allonne au début du XVIe siècle ; Blaincourt-lès-Précy est une église-halle du milieu du XVIe siècle avec deux enfilades de piliers ; Pierrefonds est à double nef, mais à chœur simple, et Duvy et Saintines sont à deux nefs et à deux chœurs, mais pas depuis l'origine. Plus fréquents sont les chœurs-halle, notamment dans la moyenne vallée de l'Oise, où les exemples ne manquent pas : Brenouille, Jaux, Laigneville, Nogent-sur-Oise, Rousseloy, Villers-Saint-Paul, etc. Mais dans aucun cas, il y a homogénéité des deux vaisseaux de la façade jusqu'au chevet, comme à Fleurines. La grande majorité des églises de la région comporte des parties de différentes époques, et nef et chœur sont rarement du même style au Moyen Âge, du fait que la nef soit à la charge des paroissiens, aux moyens limités, et le chœur sous la responsabilité des gros décimateurs, qui peuvent plus facilement assumer les frais d'une reconstruction. Mais il est vrai aussi que l'architecture des églises du Beauvaisis et du nord de l'Île-de-France historique se veut généralement plus ambitieuse, ce qui ne permet pas de mener un projet à terme aussi rapidement. En l'occurrence, la simplicité du parti architectural, et le renoncement presque totale au décor sculpté ont été le prix à payer pour l'obtention d'une église homogène. Dominique Vermand conclut : « Bien construit, l'ensemble traduit cependant une grande économie des moyens, notamment dans la décoration sculptée, presque absente. […] Le portail ouest constitue le seul ornement de l'église ». Eugène Müller prononce même le verdict : « L'église est sans intérêt architectural ». Il est vrai que sa valeur pour l'histoire de l'architecture réside uniquement dans le fait de représenter l'unique église-halle homogène dans le nord de l'Île-de-France.
L'église est à un seul niveau d'élévation, et les deux vaisseaux sont d'une hauteur toute relative : la largeur est inférieure à la hauteur des piliers, et la moitié supérieure des fenêtres s'inscrit déjà sous les lunettes des voûtes. Les proportions paraissent toutefois harmonieuses grâce à des voûtes en tiers-point, et non surbaissées, comme on les trouve souvent au XVIe siècle dans les églises reconstruites à moindres frais, telles que Clairoix (transept), Fitz-James, Fosses (bas-côté sud), Saintines (vaisseau nord), Warluis, etc. Un certain élancement s'installe même dans les deux dernières travées du sud, grâce à leur largeur légèrement réduite favorable aux proportions. Les deux vaisseaux sont séparés par une enfilade de grandes arcades, et non par des arc-doubleaux à proprement parler, étant donné leur épaisseur et leur tracé moins aigu que celui des voûtes. Les arcades sont moulurées d'une double doucine (ou autrement dit, d'un grand boudin entre deux gorges), et d'une fine moulure concave de chaque côté. Avec des variations, telles qu'un boudin plus large, ou des rainures plus fines, dédoublées ou manquantes, ce profil se rencontre dans la plupart des églises flamboyantes de la région. Il permet aux arcades de se fondre directement dans des piliers ondulés, généralement à quatre ou huit renflements, qui se rencontrent également dans la majeure partie des églises flamboyantes du Beauvaisis. Mais en l'occurrence, le maître d'œuvre n'a pas opté pour des nervures pénétrantes, qui vont généralement de pair avec le style flamboyant, ni pour des piliers ondulés ou de plan complexe, et donné la faveur à la retombée sur des piliers monocylindriques moyennant des chapiteaux et tailloirs, comme à Bessancourt (nef), Boran-sur-Oise (chœur), Cormeilles-en-Parisis (nef), Presles (chœur), ou Le Thillay. En lien avec des arcades du même type qu'à Fleurines, des piliers monocylindriques se trouvent aussi à Bresles, La Chapelle-en-Serval, Jagny-sous-Bois, Précy-sur-Oise, Survilliers, Vauréal, Vineuil-Saint-Firmin, etc. Les tailloirs sont octogonaux, et leur profil consiste pour l'essentiel d'un boudin. Les corbeilles des chapiteaux sont de faible hauteur, et s'apparentent à des frises, comme fréquemment à l'époque. Le chapiteau du pilier engagé au droit du mur occidental est sculpté de feuillages, dont les extrémités sont en partie recourbées en crochets, comme au XIIIe siècle (ce ne sont pas des fruits comme le pense Roger Ana). Le chapiteau du premier pilier libre est sculpté de pampres entremêlés de deux chimères (et non de lions), également en conformité avec le vocabulaire stylistique de l'époque. Le chapiteau du pilier suivant n'est pas sculpté ou a perdu sa sculpture. Les deux suivants présentent un gros boudin en lieu et place de la frise, et ont donc été épannelés en préparation à la sculpture. À l'instar des tailloirs, les bases des piliers sont octogonales, et s'apparentent à des plinthes moulurées. Elles reposent sur de hauts socles octogonaux.
Les piliers engagés sont en partie analogues aux quatre piliers libres : c'est le cas des piliers au revers de la façade occidentale et au milieu du chevet, ainsi que du pilier au sud du premier doubleau intermédiaire. Les autres piliers engagés du sud et l'ensemble des piliers engagés au nord sont aplatis, et s'apparentent à des pilastres lisses aux angles émoussés. Ce type de pilier n'est pas répandu dans les églises flamboyantes de la région. En revanche, les nervures des voûtes sont ici pénétrantes, en conformité avec les préceptes de l'architecture flamboyante, et les tailloirs et chapiteaux sont donc absents. Devant la troisième travée du sud, les supports forment corps avec les deux contreforts septentrionaux du clocher. Dans les quatre angles de l'église, le maître d'œuvre a fait l'économie de piliers, et placé des culs-de-lampe. Ils se composent d'un tailloir en quart-de-cercle, du même profil que les tailloirs des grandes arcades (sauf au nord-ouest), et d'une corbeille sculptée de différents motifs en haut-relief. Ce sont un personnage recourbé sous le poids de la voûte, tel un atlante, qui tend un phylactère, dans l'angle nord-est ; un ange aux ailes déployées tendant également un phylactère, dans l'angle sud-est ; un pélican aux ailes déployées dans l'angle sud-ouest ; et deux feuilles de chou, en association avec un tailloir à angle saillant et aux côtés infléchis. Roger Ana identifie l'ange comme l'homme ailé qui accompagne généralement les représentations de saint Matthieu ; et le pélican mystique qui nourrit ses petits de sa propre chair, symbole de l'Eucharistie, à l'aigle de saint Jean. Cette interprétation pourrait tenir la route si les deux autres motifs étaient le lion de saint Marc et le bœuf de saint Luc, ce qui n'est pas le cas, et les sculptures sont dans un état de conservation suffisamment correct pour ne pas laisser libre chemin à l'imagination. Pour venir aux voûtes, elles confirment les propos de Dominique Vermand, qui souligne l'économie des moyens. Les arcs formerets sont absents. Les ogives et doubleaux affectent un profil rustique, composé d'un filet entre deux moulures concaves et deux doucines peu prononcées. Seulement trois clés de voûte sont décorées : ce sont la deuxième du nord, où l'on trouve l'écusson déjà signalé avec le millésime de 1419, et les dernières du nord et du sud. Ce sont respectivement quatre petites feuilles coincées dans les angles entre les ogives, et un écusson sculpté qui semble plaqué devant la voûte, et que Roger Ana passe sous silence. Restent à évoquer les fenêtres, qui font du reste défaut à l'ouest du vaisseau nord, et au sud de la première et de la troisième travée, ce qui dans le dernier cas est motivé par la présence du clocher. La première fenêtre du sud (dans la deuxième travée) est une lancette simple, qui pourrait passer pour un vestige de la précédente église, si la modénature du pourtour n'était pas analogue aux autres fenêtres (une fine moulure concave et une large gorge). La baie occidentale du vaisseau sud est le tympan ajouré du portail, et présente un remplage de quatre courtes lancettes à têtes trilobées, surmontées de deux soufflets dissymétriques disposés le haut vers le bas, et de quatre autres soufflets disposés obliquement. Ce réseau est d'une grande originalité. Tout à fait conventionnels sont les réseaux des baies latérales, qui se composent de deux lancettes à têtes trilobées surmontées d'un soufflet entre deux étroites mouchettes. Enfin, sur les baies du chevet, les lancettes sont au nombre de trois, et les soufflets, au nombre de deux.

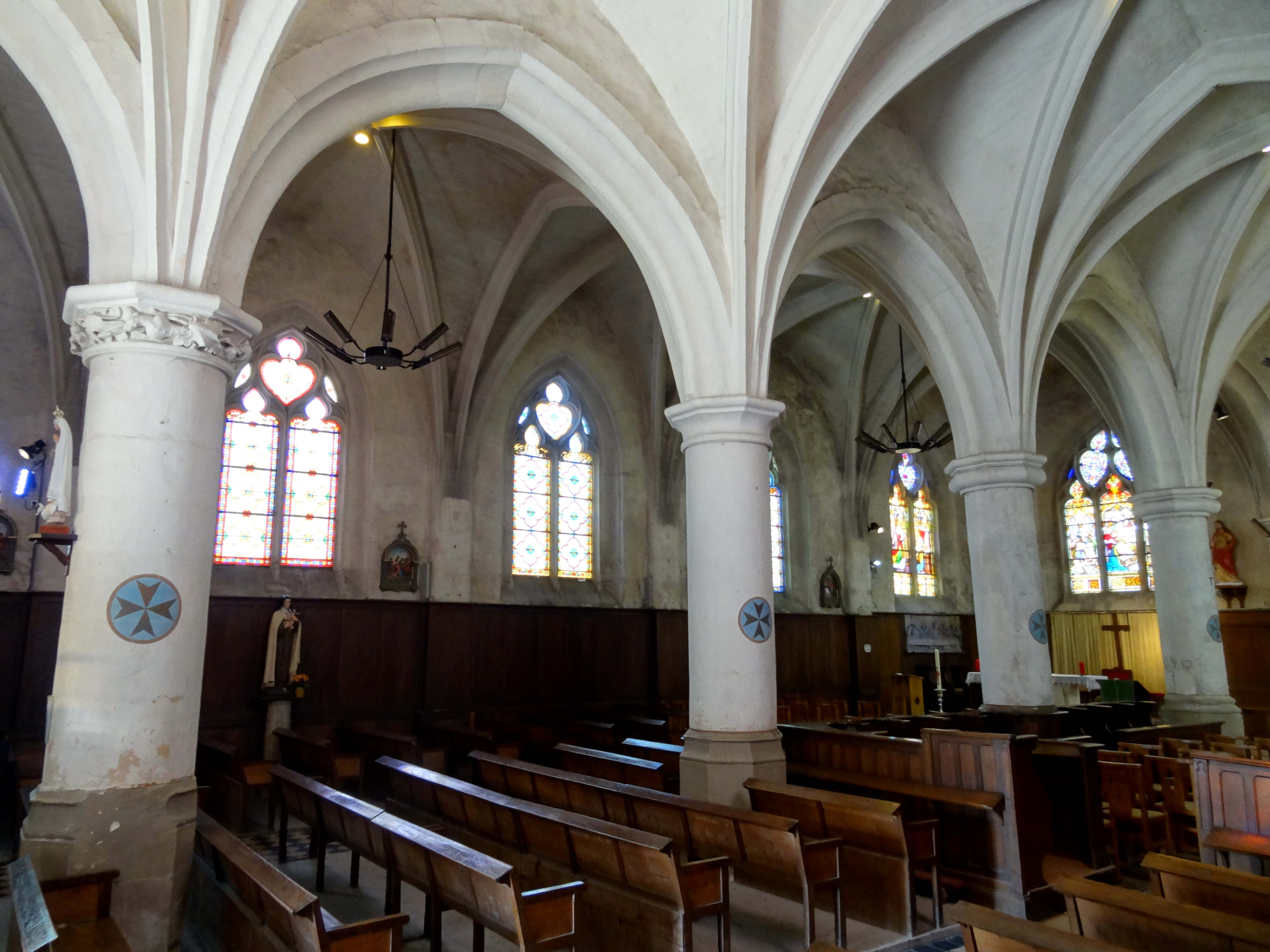
Vue diagonale vers le nord-est.
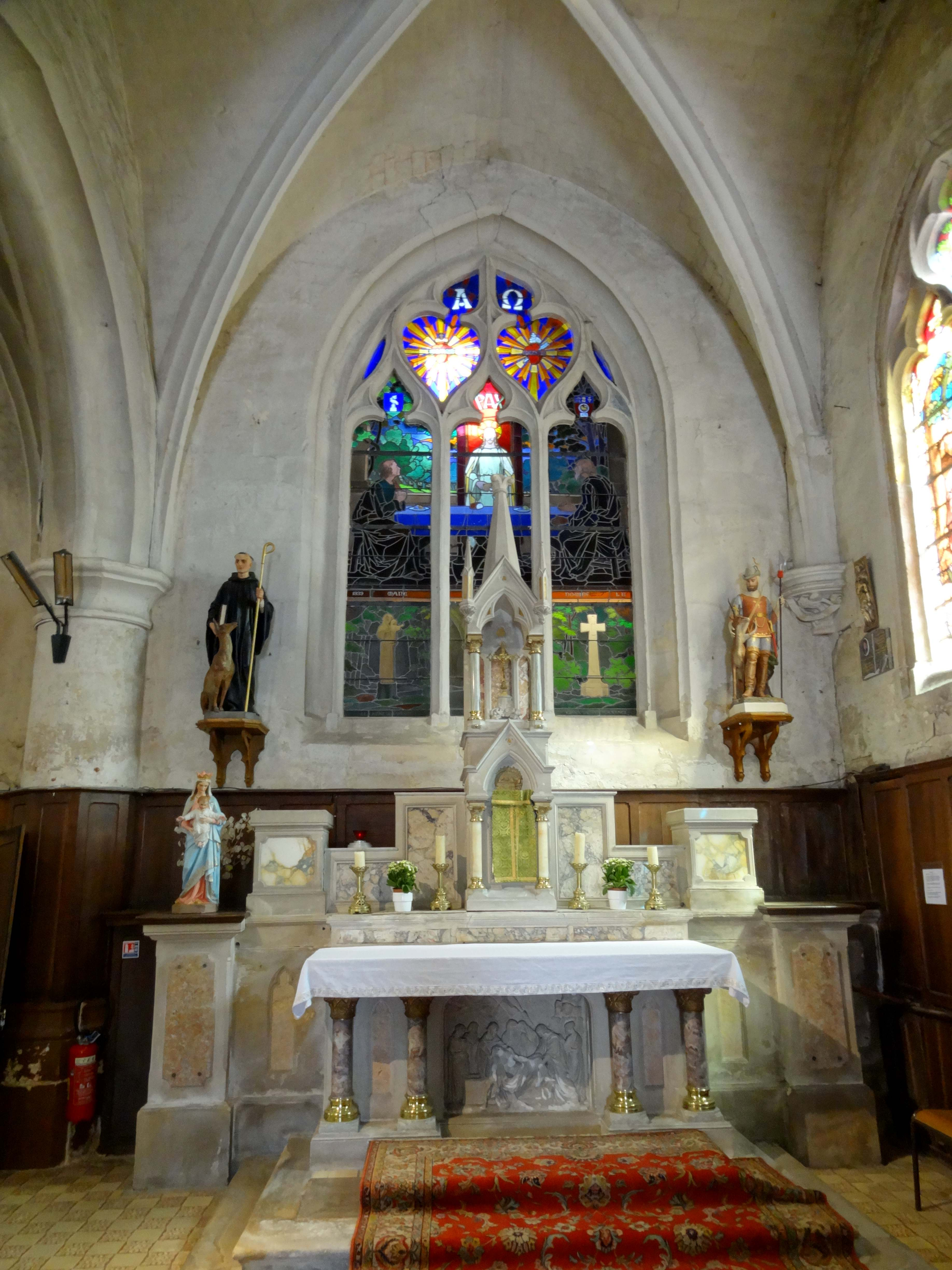
Vaisseau sud, chevet.
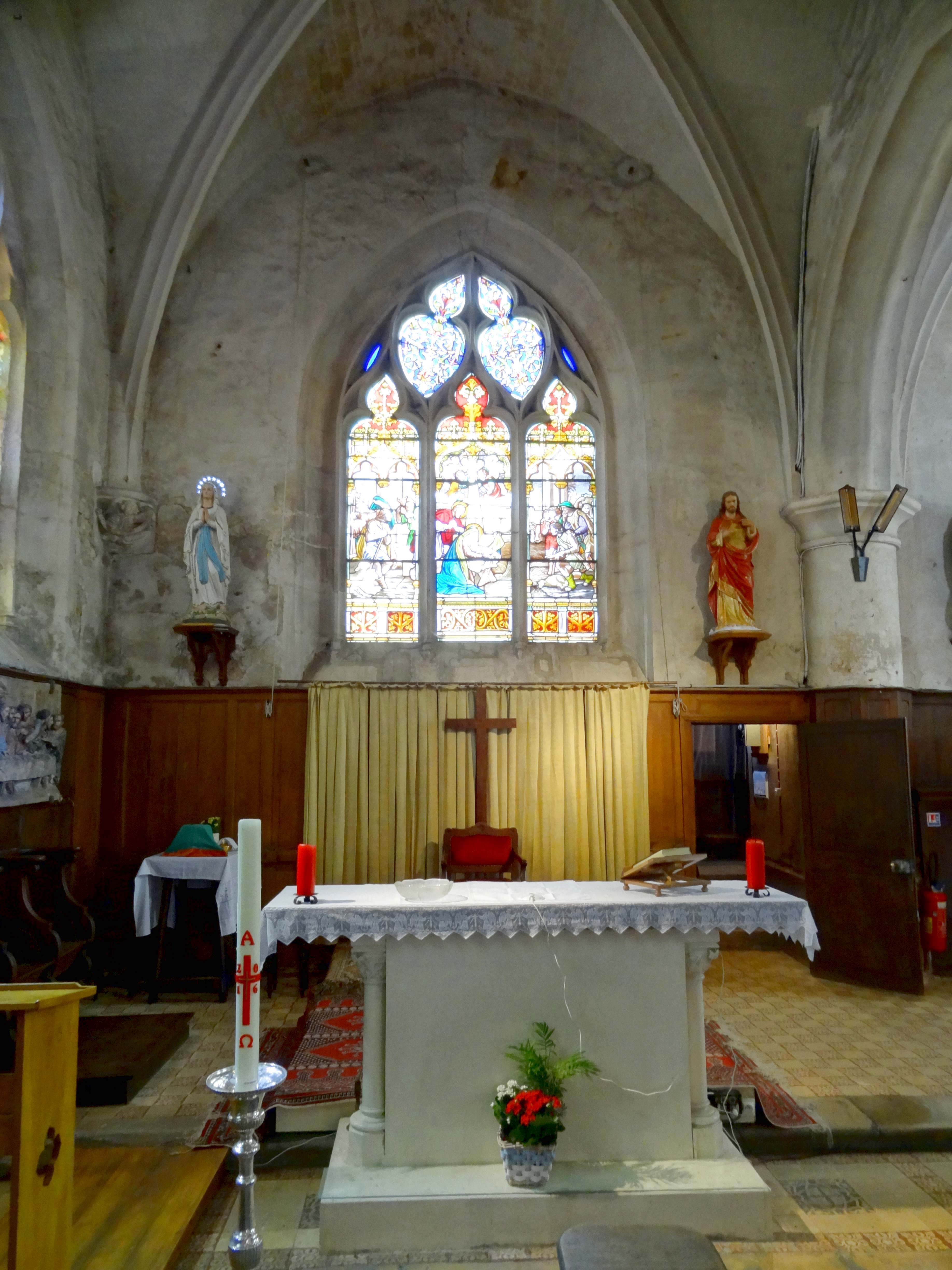
Vaisseau nord, chevet.
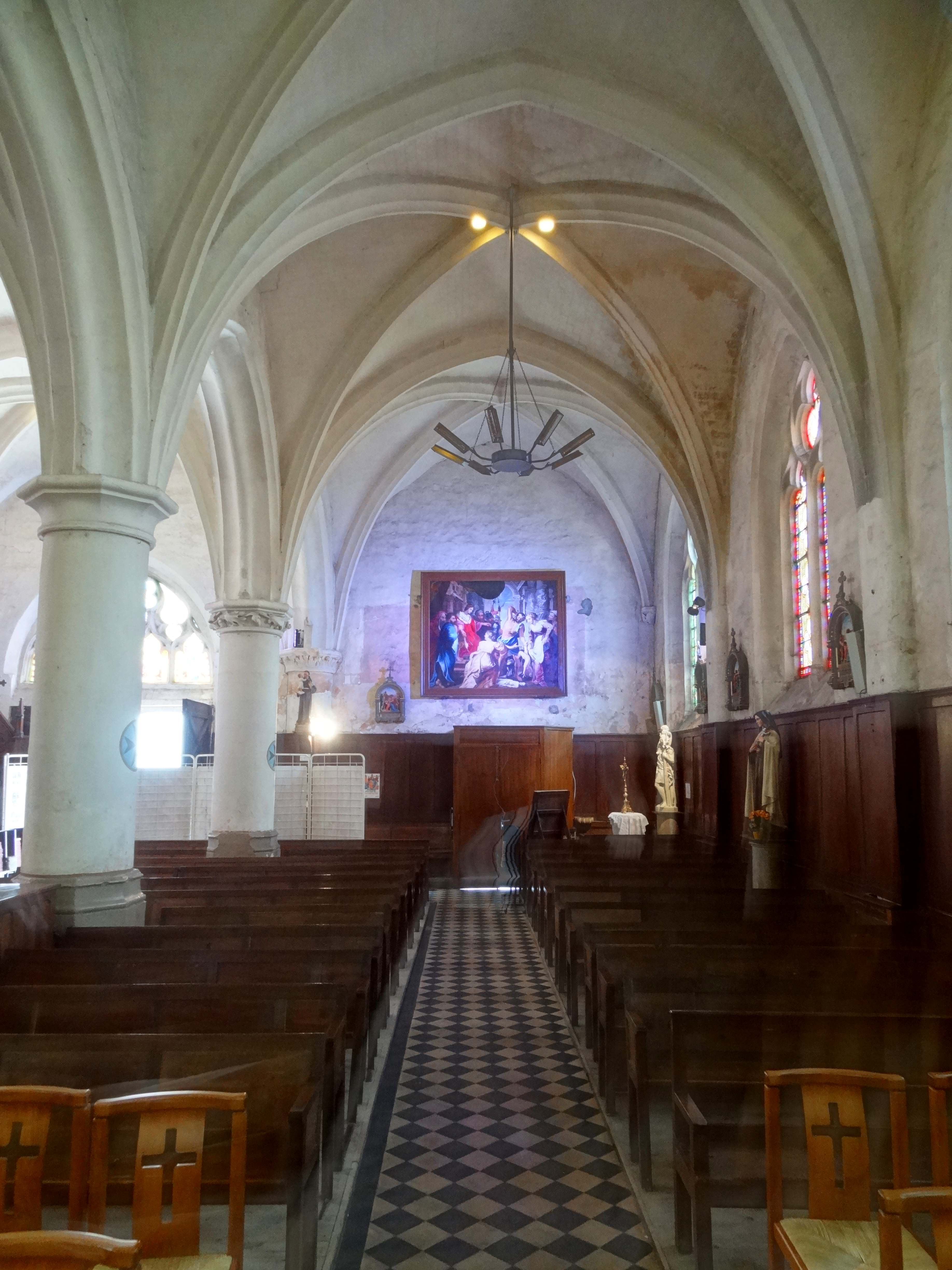
Vaisseau nord, vue vers l'ouest.
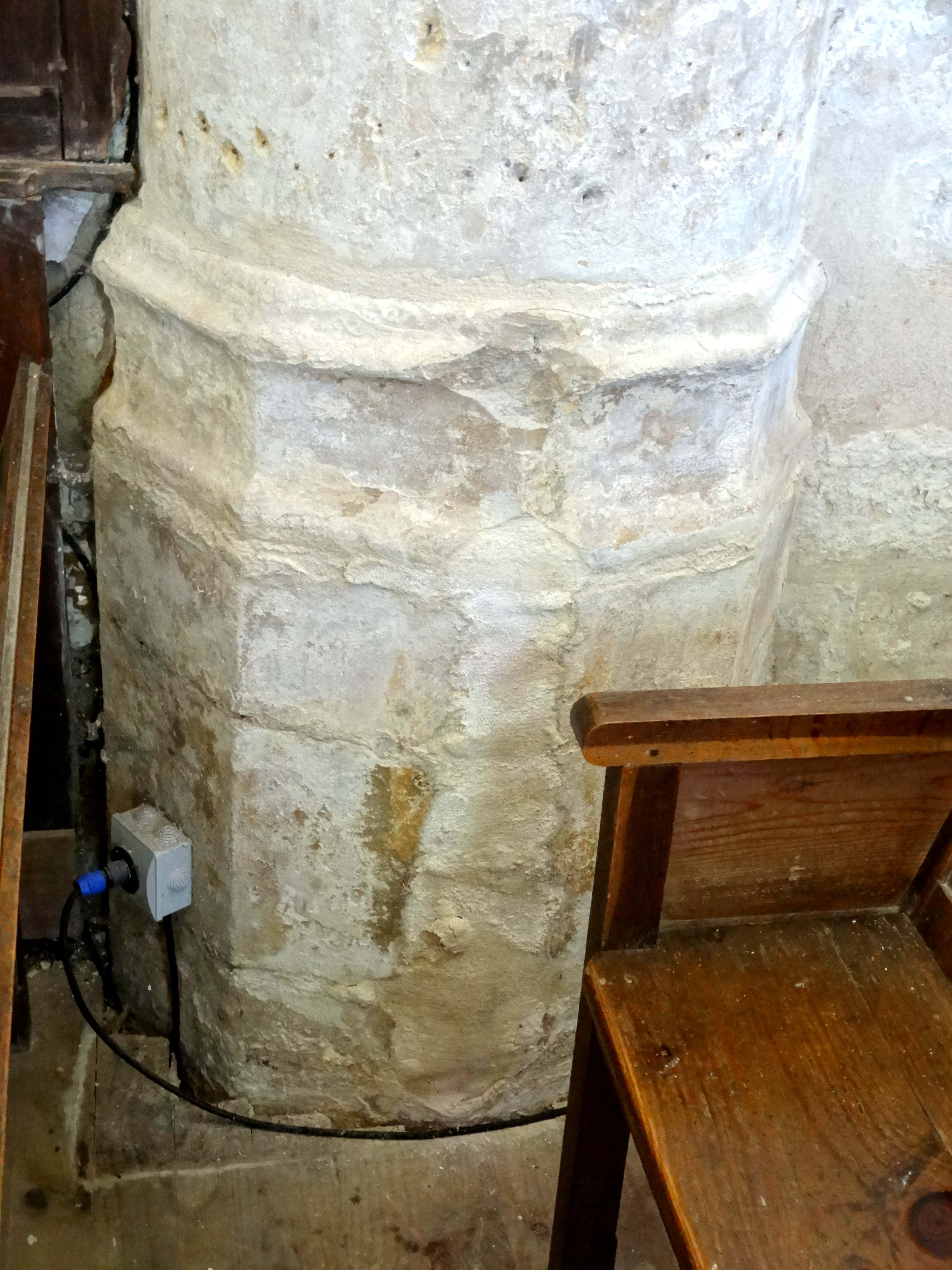
Base des piliers.
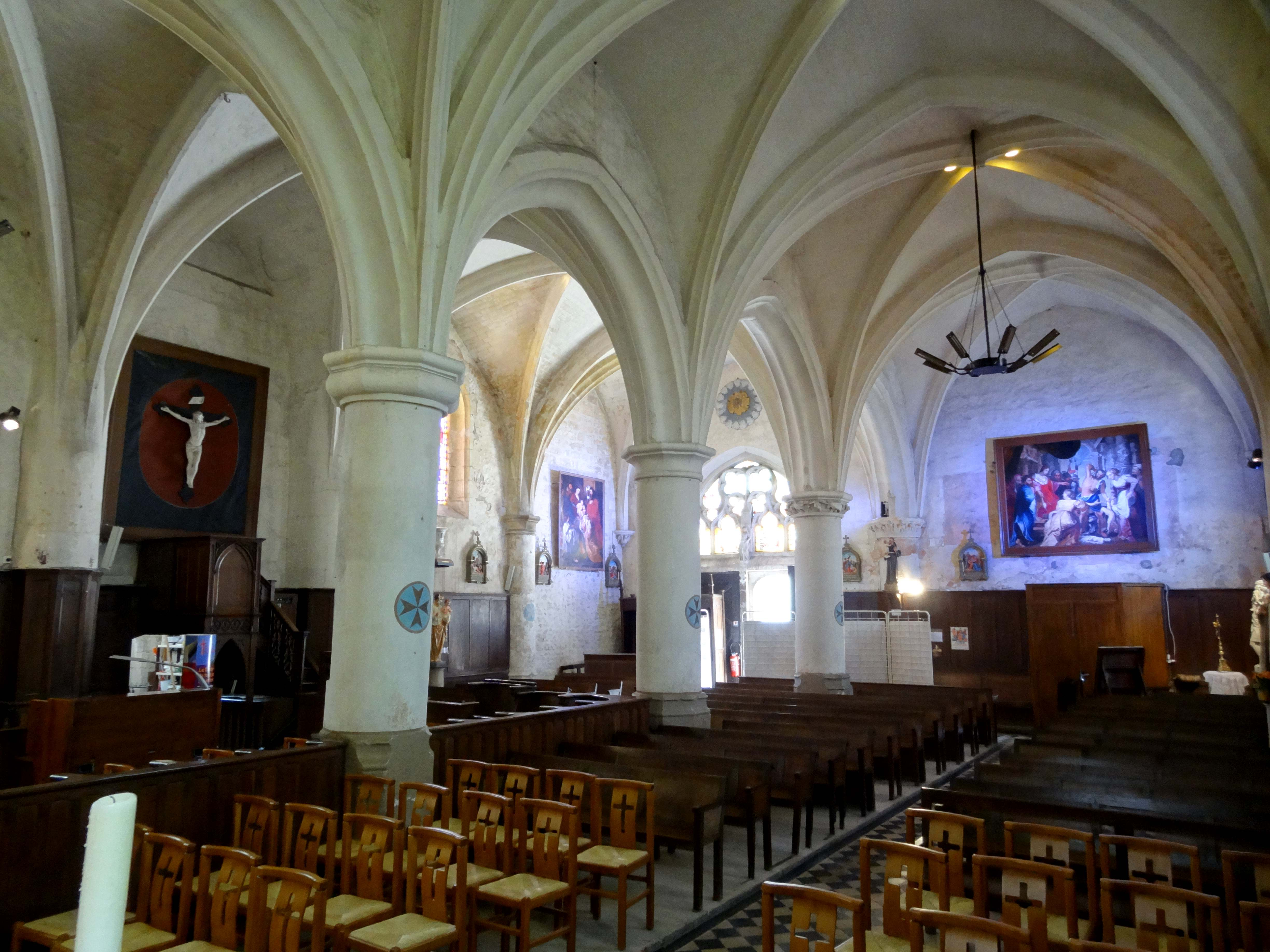
Vue diagonale vers le sud-ouest.

Décor sculpté
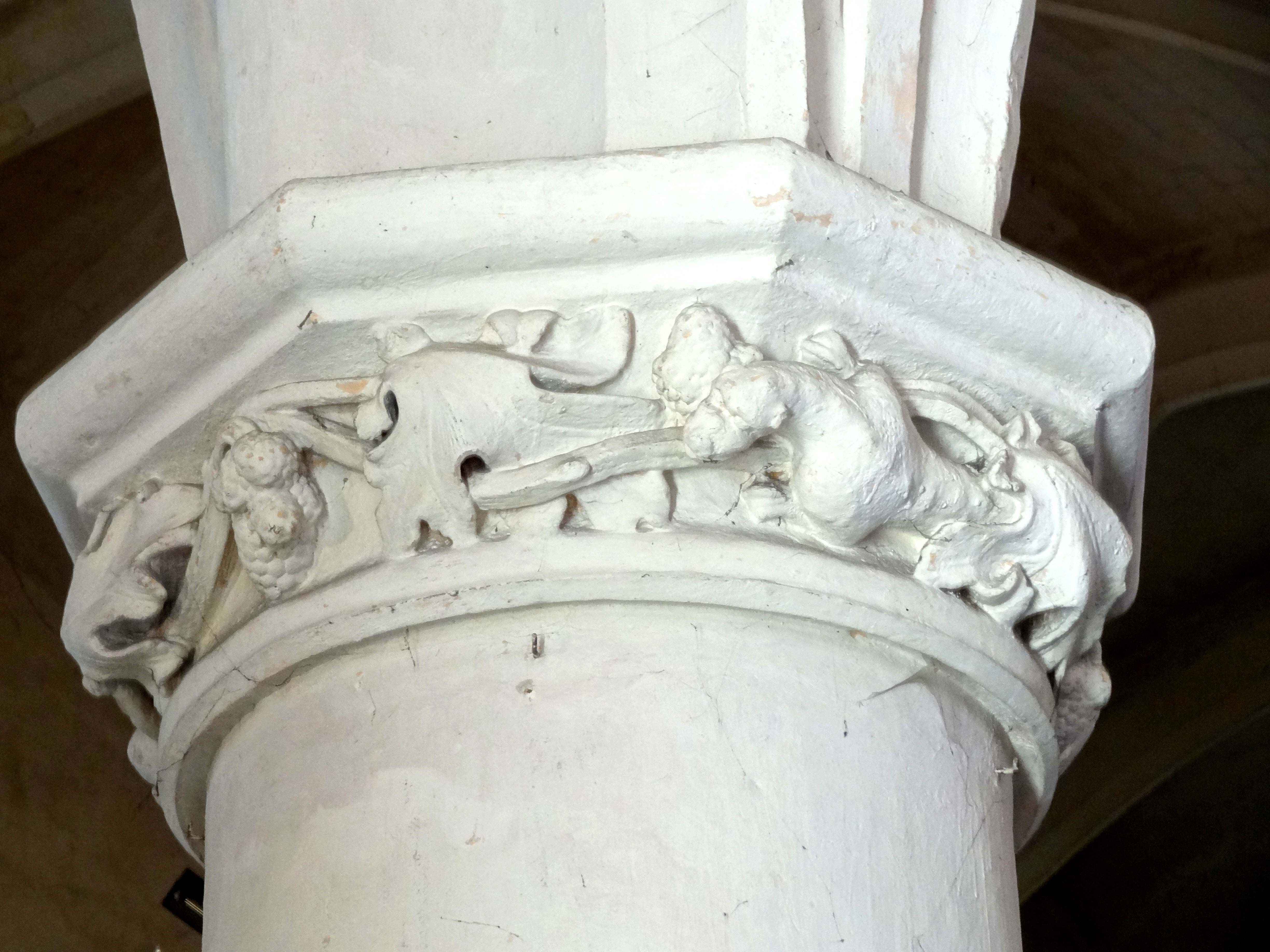
Chapiteau du 1er pilier libre.
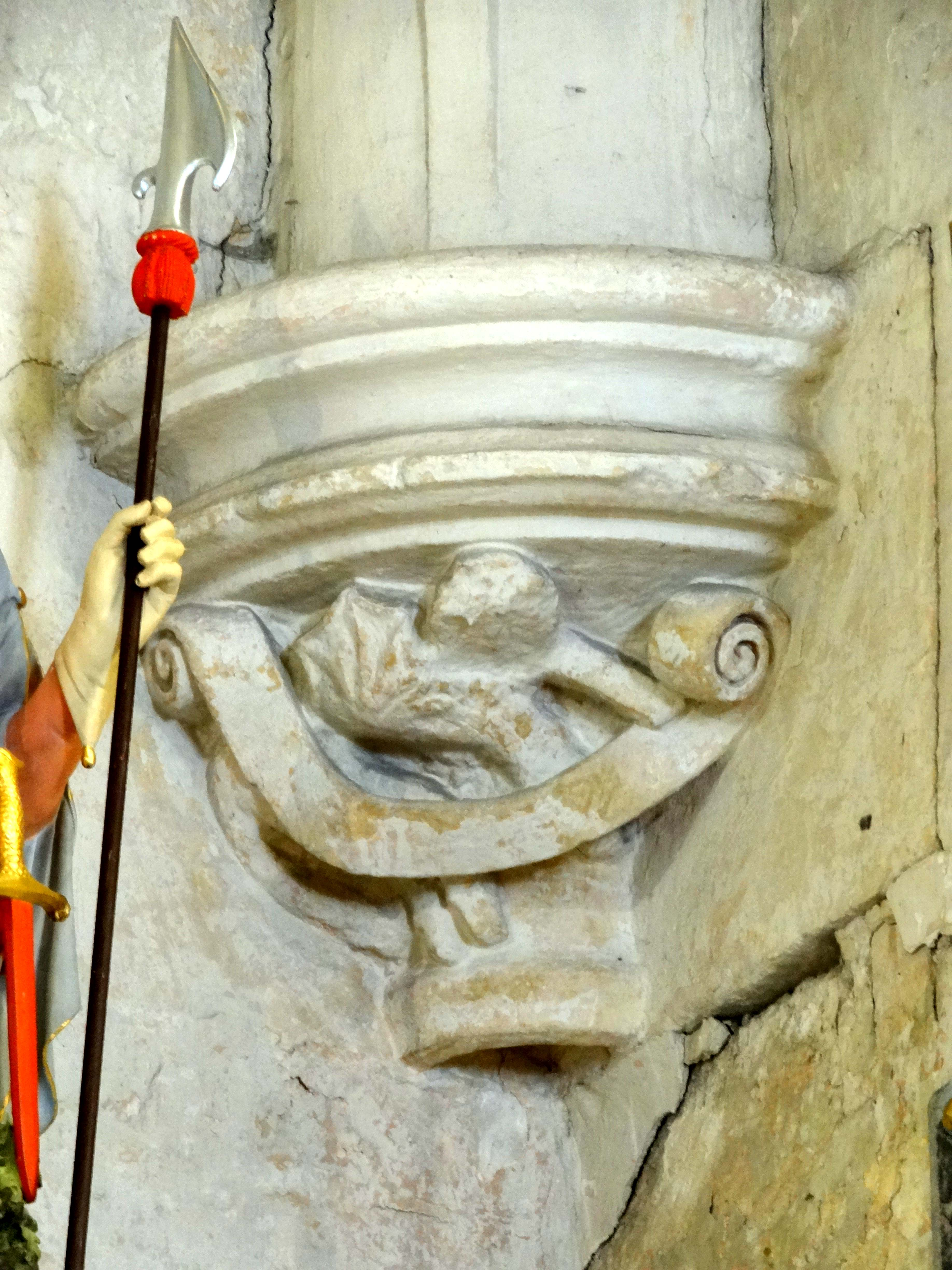
Cul-de-lampe dans l'angle nord-est.
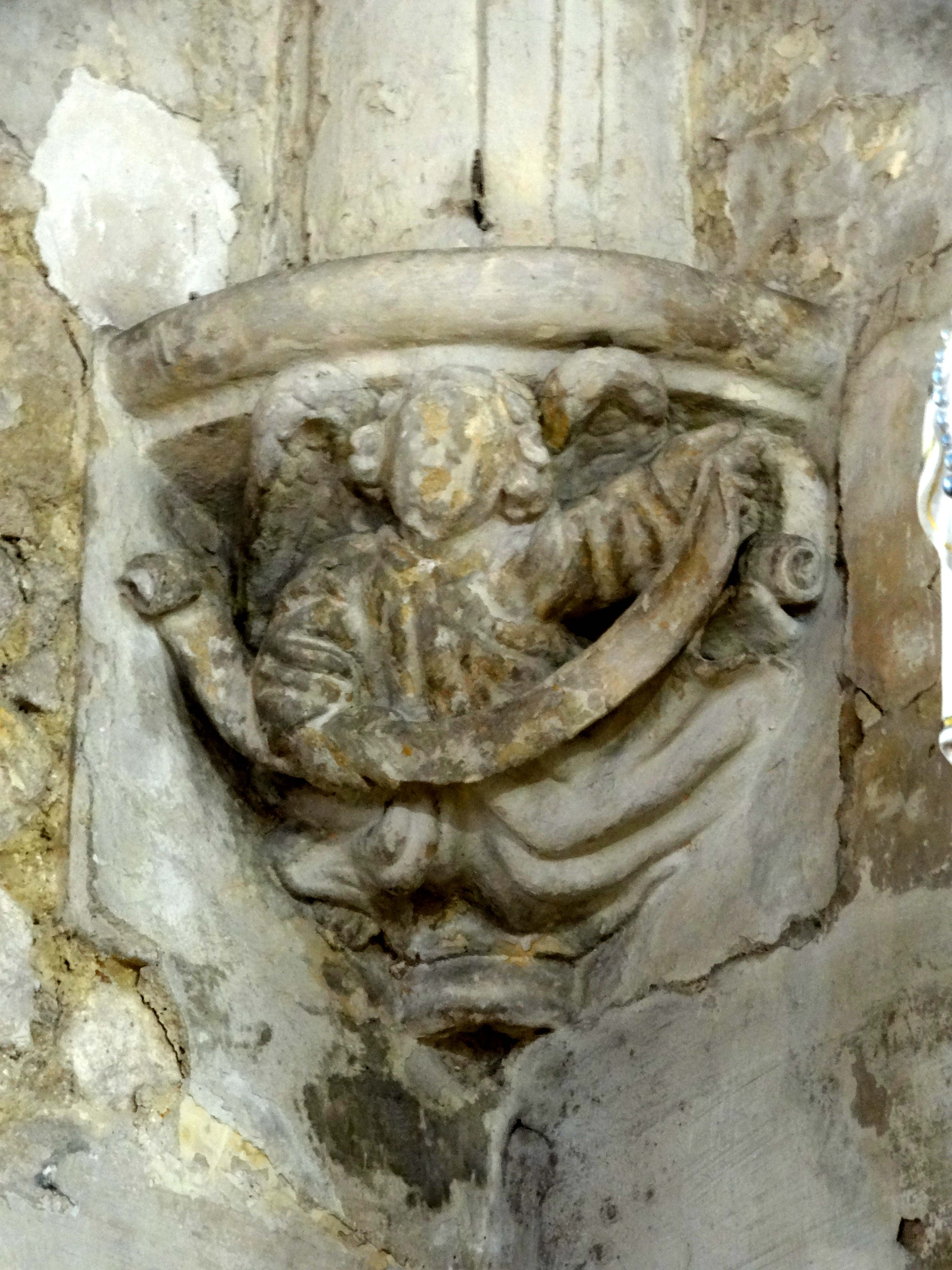
Cul-de-lampe dans l'angle sud-est.
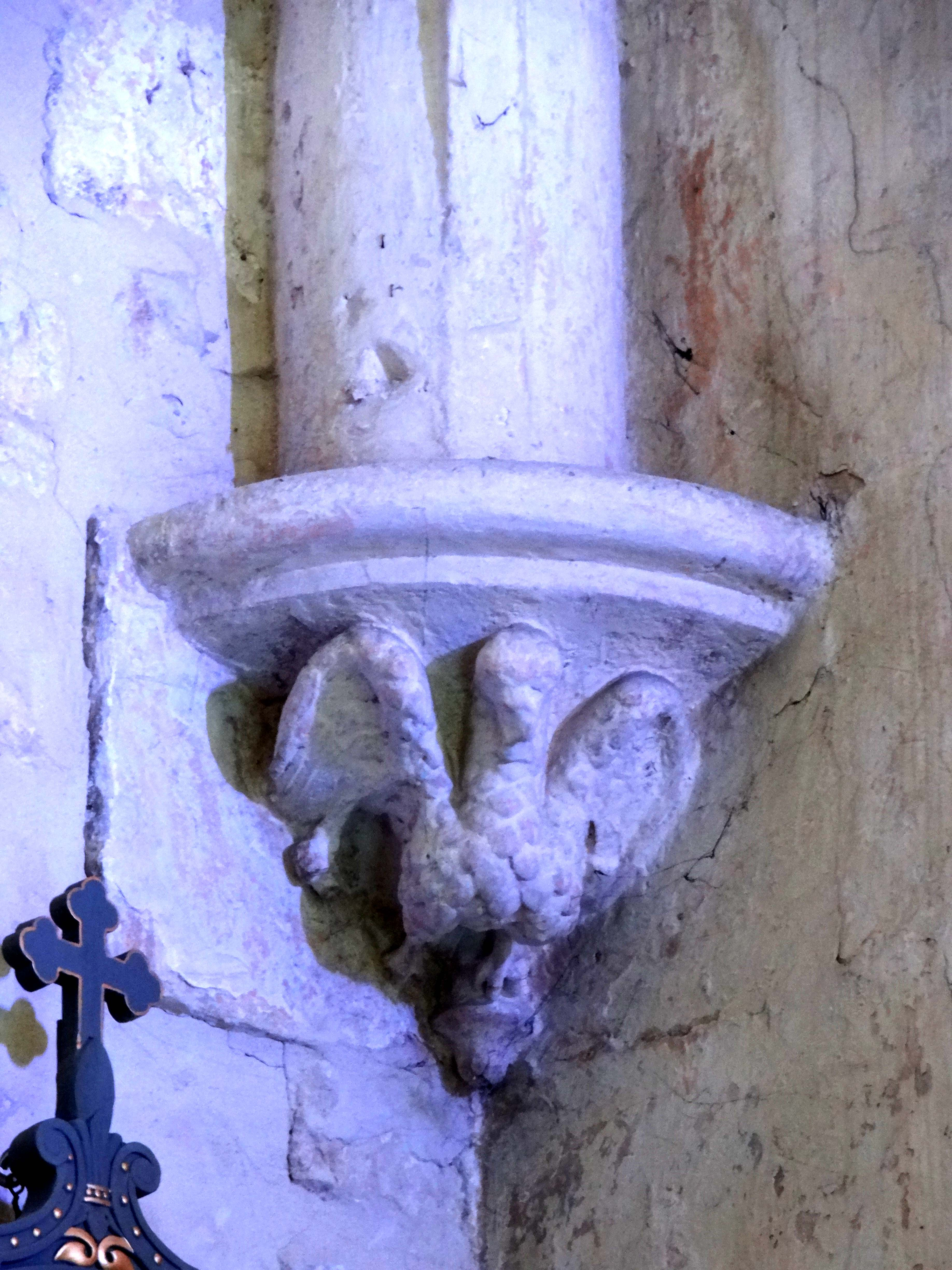
Cul-de-lampe dans l'angle sud-ouest.
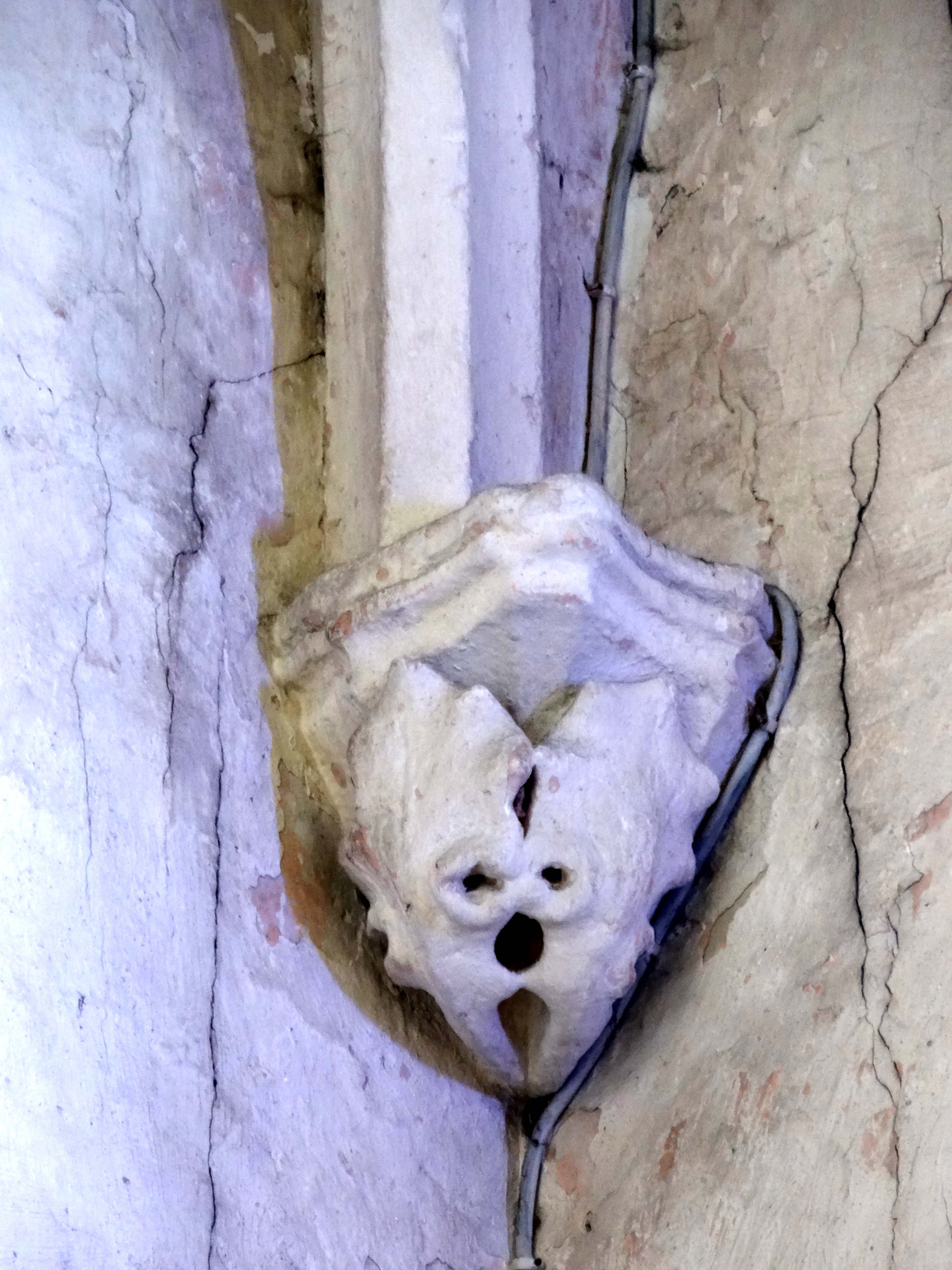
Cul-de-lampe dans l'angle nord-ouest.
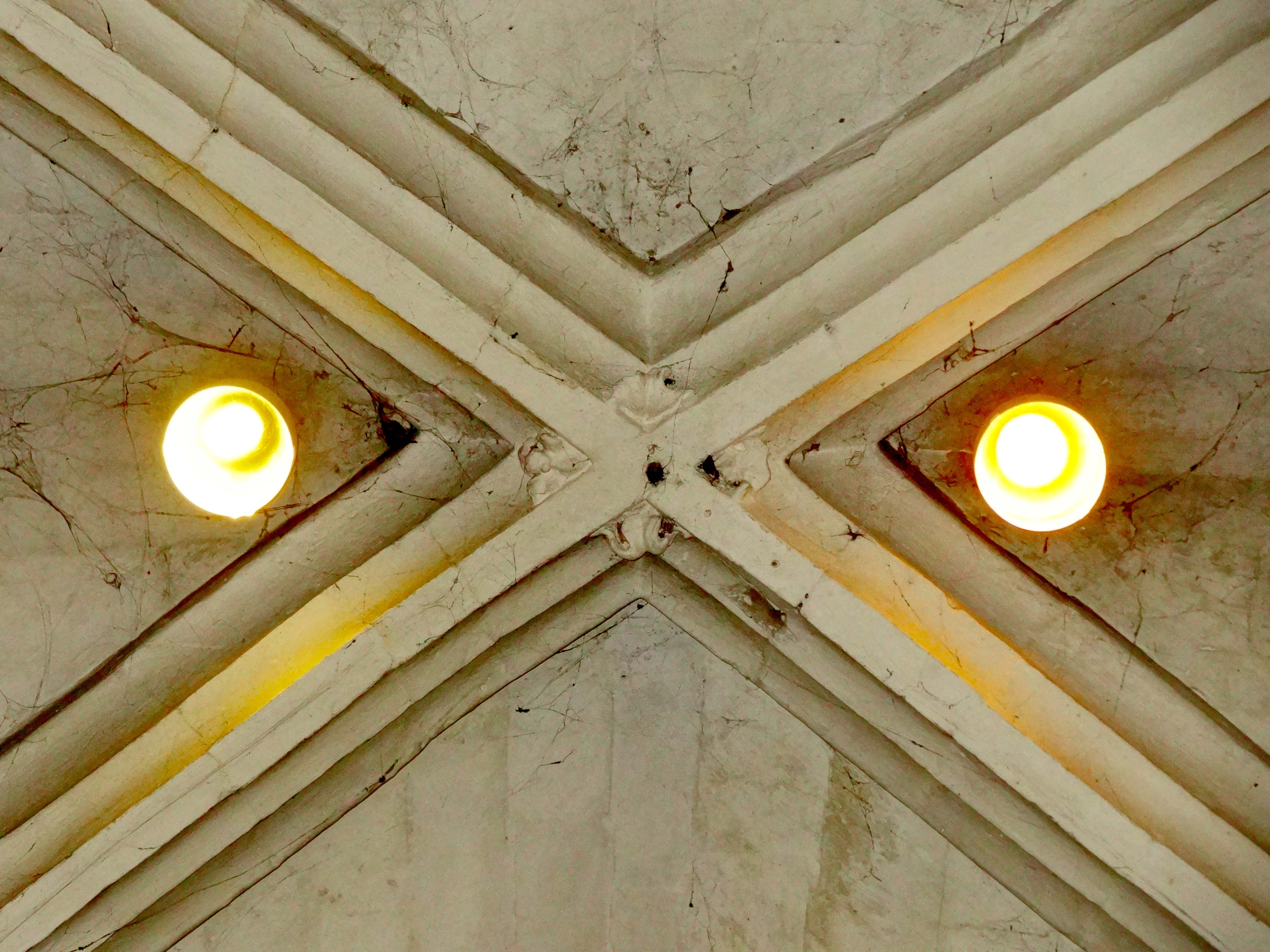
Clé de voûte de la 5e travée du nord.

### Extérieur

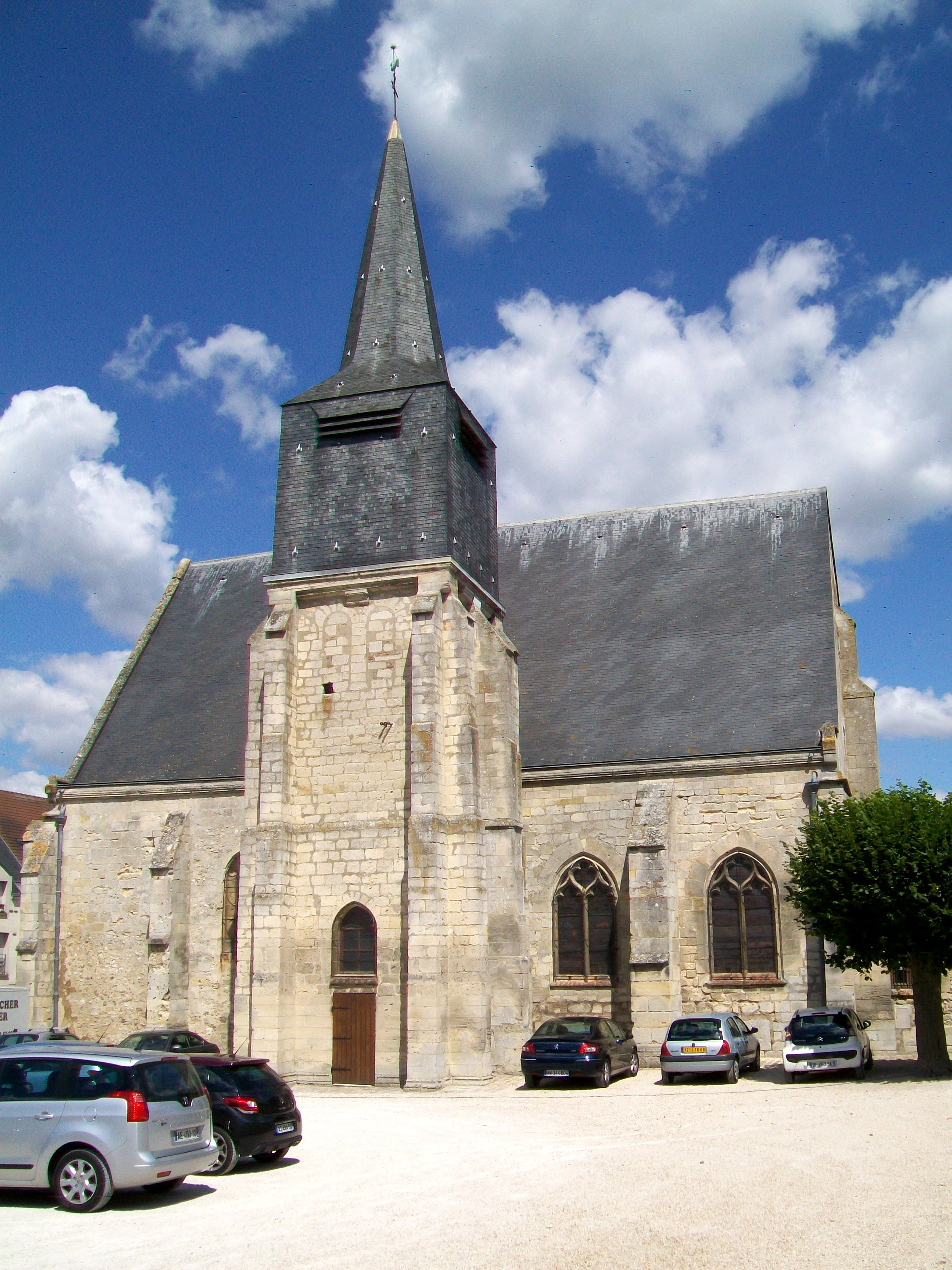
Vue depuis le sud.

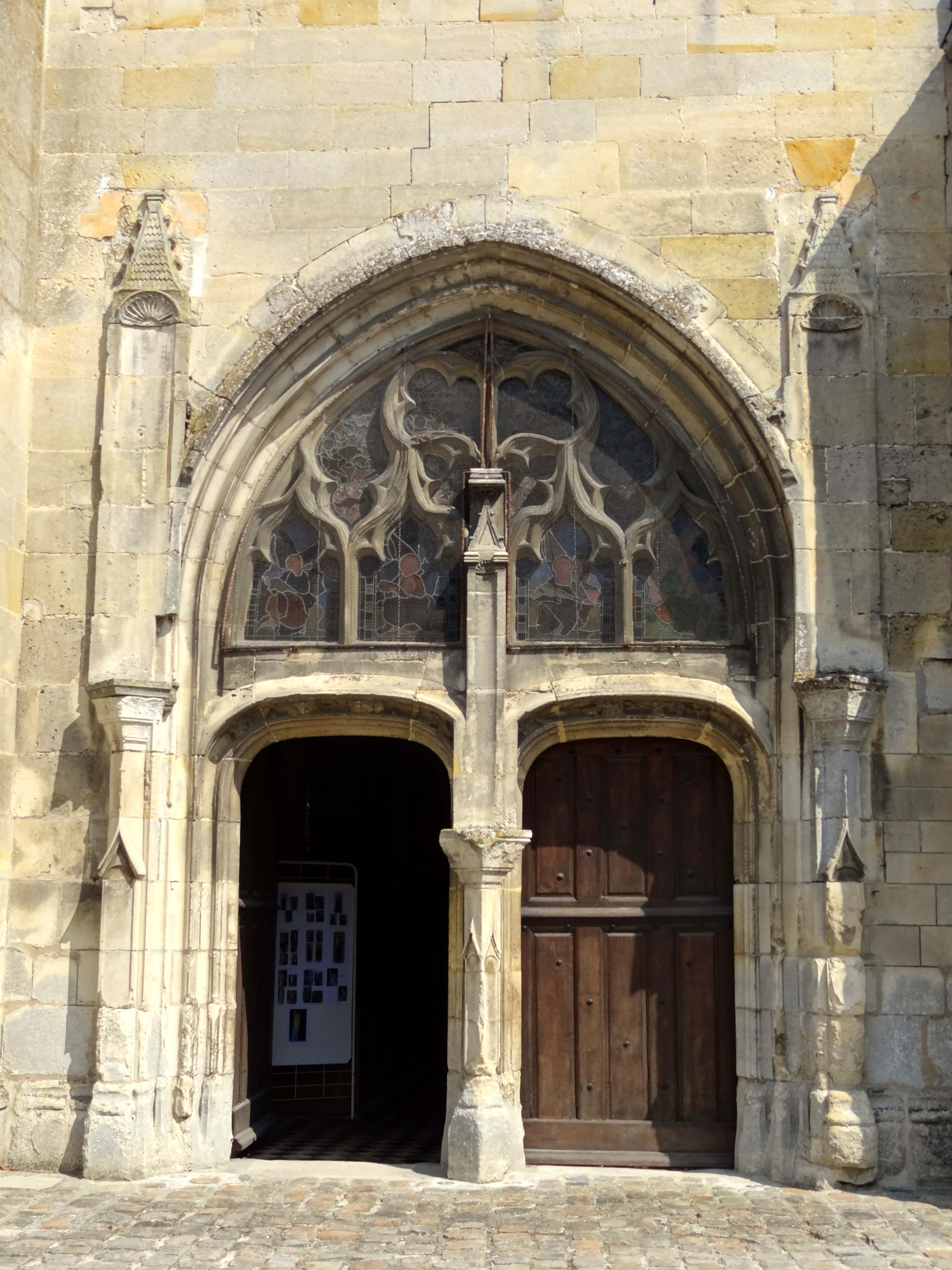
Portail de droite.

La façade occidentale, le clocher, les deux dernières travées du sud et le pignon du chevet sont appareillés en pierre de taille, de même que tous les contreforts, les corniches et les pourtours des fenêtres. Le reste des murs est bâti en moellons noyés dans un mortier. La façade occidentale est symétrique, exception faite des portails. Il y a un contrefort médian qui monte jusqu'aux trois quarts de la hauteur du pignon. Scandé par deux larmiers, il s'amortit par un glacis formant larmier. En haut, le pignon est percé d'une ouverture rectangulaire, à gauche, et de deux oculi munis d'un élégant remplage sous la forme d'un quatre-feuilles. Les acrotères comportent latéralement des sculptures, qui sont devenues illisibles sous l'influence des injures du temps. Le pignon du chevet est analogue. À gauche et à droite, la façade est délimitée par un contrefort coiffé d'un chaperon en bâtière. Le petit gâble est sculpté d'une petite tête trilobée tout en haut. Celui de droite montre encore le vestige d'un médaillon en bas-relief martelé à la Révolution. Le chaperon de gauche est encore couronné d'une chimère mutilée, tandis que celui de droite n'en conserve que l'arrachement. Le contrefort de gauche est scandé de deux larmiers. Le larmier supérieur est aligné sur celui qui structure le mur occidental du vaisseau du nord. Le contrefort de droite ne compte qu'un unique larmier, mais en dépit de ces légères différences, l'on note autour de toute l'église une plinthe moulurée au-dessus de la première assise, ce qui souligne son homogénéité.
Le portail de gauche est entouré de deux voussures délimitées par des arêtes saillantes. La voussure inférieure se poursuit sur les piédroits ; la voussure supérieure retombe sur deux blocs de pierre bruts, et est surmontée d'une accolade ébauchée. Il s'agit vraisemblablement des résultats d'une restauration inaboutie. Plus intéressant est le portail de droite, dont le remplage du tympan ajouré a déjà été signalé. Le trumeau séparant les deux portes en anse de panier est décoré de clochetons plaqués sur sa partie inférieure, et porte une console sculptée de feuillages. Elle servait de support à une statue aujourd'hui disparue. Cependant, la niche destinée à l'abriter se limite à un pilastre creusée d'une moulure concave amorti par une coquille Saint-Jacques (motif récurrent qui ne constitue pas une référence au chemin de Saint-Jacques de Compostelle), et coiffé d'un petit gâble aux rampants garni de crochets, en lieu et place d'un dais flamboyant finement ciselé que l'on attendrait à cet emplacement. À l'instar de son pendant au nord, le portail est entouré de deux voussures, dont la voussure inférieure s'interpénètre avec celles qui surmontent les deux portes. Ce n'est qu'au-dessus des portes que les voussures sont sculptées de feuillages. À gauche et à droite, le portail est flanqué de deux pinacles plaqués assez rudimentaires, qui comportent des consoles du même type que sur le trumeau. Les niches à statues qui suivent sont ici plus larges, également terminées par une coquille Saint-Jacques, et surmontées d'un gâble garni de crochets, dont la surface est couverte d'écailles. Ces gâbles sont également d'une certaine originalité, comme le remplage du tympan.
Les élévations latérales sont épaulées par des contreforts scandés par un larmier, et amortis par un glacis formant larmier, une ou deux assises en dessous de la corniche au sud, mais quatre assises en dessous de la corniche au nord. Ici, les dernières assises ont été refaites en pierre de taille, de même que la corniche. Elle est profilée d'une plate-bande et de plusieurs listels et fines moulures concaves. La structure des deux élévations latérale est légèrement différente : au nord, la limite des allèges est soulignée par un larmier ; au sud, ce n'est pas le cas. Une porte bouchée, très basse, se trouve dans l'avant-dernière travée du nord. Au chevet, le contrefort oriental à l'angle nord-est est plus élevé que les autres, mais sinon analogue. Les deux contreforts à l'angle sud-est sont en revanche d'un type différent, car ils se retraitent grâce à un fruit en lieu et place du larmier. Ils subsistent peut-être de la précédente église, car renvoyant au XIIe siècle, et aux contreforts du clocher. Ceux-ci se retraitent quatre fois grâce à un fruit. La troisième retraite correspond à la limite entre le rez-de-chaussée et l'étage, et concerne l'ensemble des murs. Différents sont bien sûr les contreforts médians à l'ouest et à l'est, qui ne datent que de la fin de l'Ancien Régime. L'architecture du clocher est assez rudimentaire, ce qui donne à penser que l'étage de baies en plein cintre bouchées que l'on voit actuellement n'est pas l'étage de beffroi roman, mais que celui-ci se trouvait plus haut, à l'emplacement de l'étage de charpente. Les baies romanes bouchées sont au nombre de deux par face, et dénuées de toute forme d'ornementation, alors que les clochers romans du Beauvaisis sont habituellement très élégants et richement décorés, et ceci même dès la fin du XIe siècle, comme le montrent Morienval, Rhuis, Saint-Gervais de Pontpoint, etc. L'étage roman se termine par une corniche qui doit être nettement postérieure. Assez curieusement, elle repose sur une unique console médiane par face, ainsi que sur une console plus petite à chaque angle. La corniche est moulurée d'un tore, d'une plate-bande et de plusieurs fines moulures rapprochées dans l'échine.

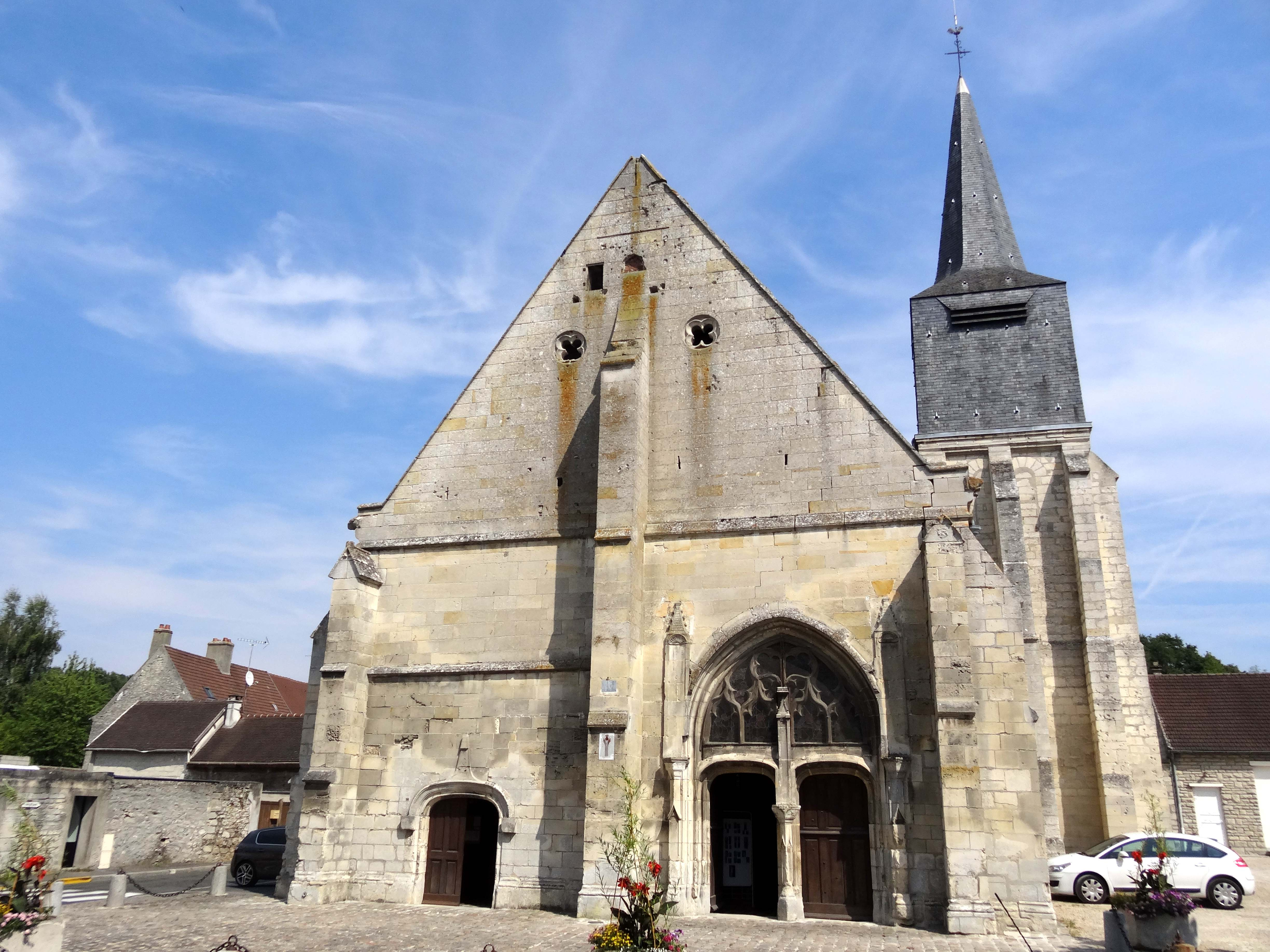
Façade occidentale.
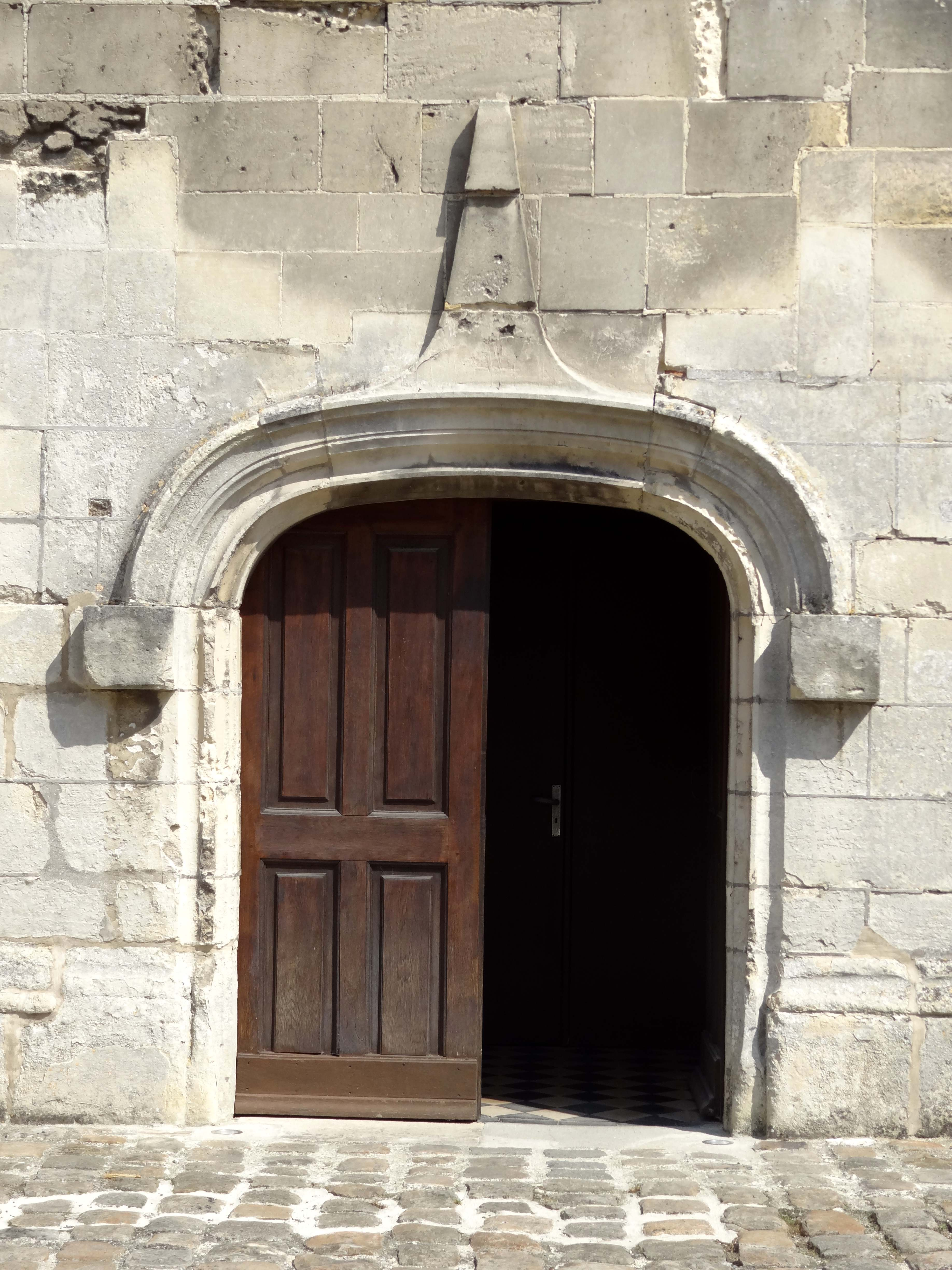
Portail de gauche.
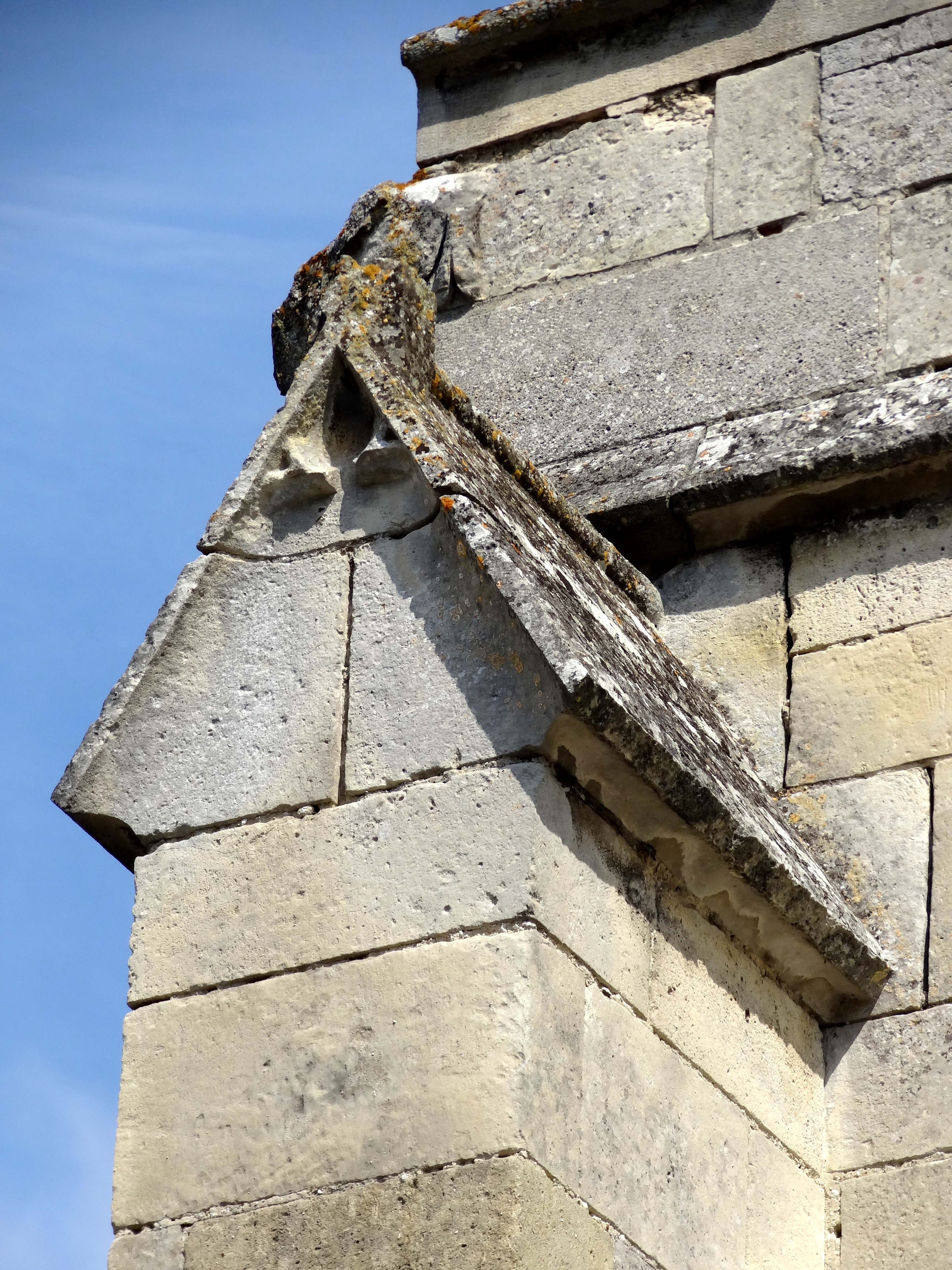
Façade occidentale, contrefort à gauche.
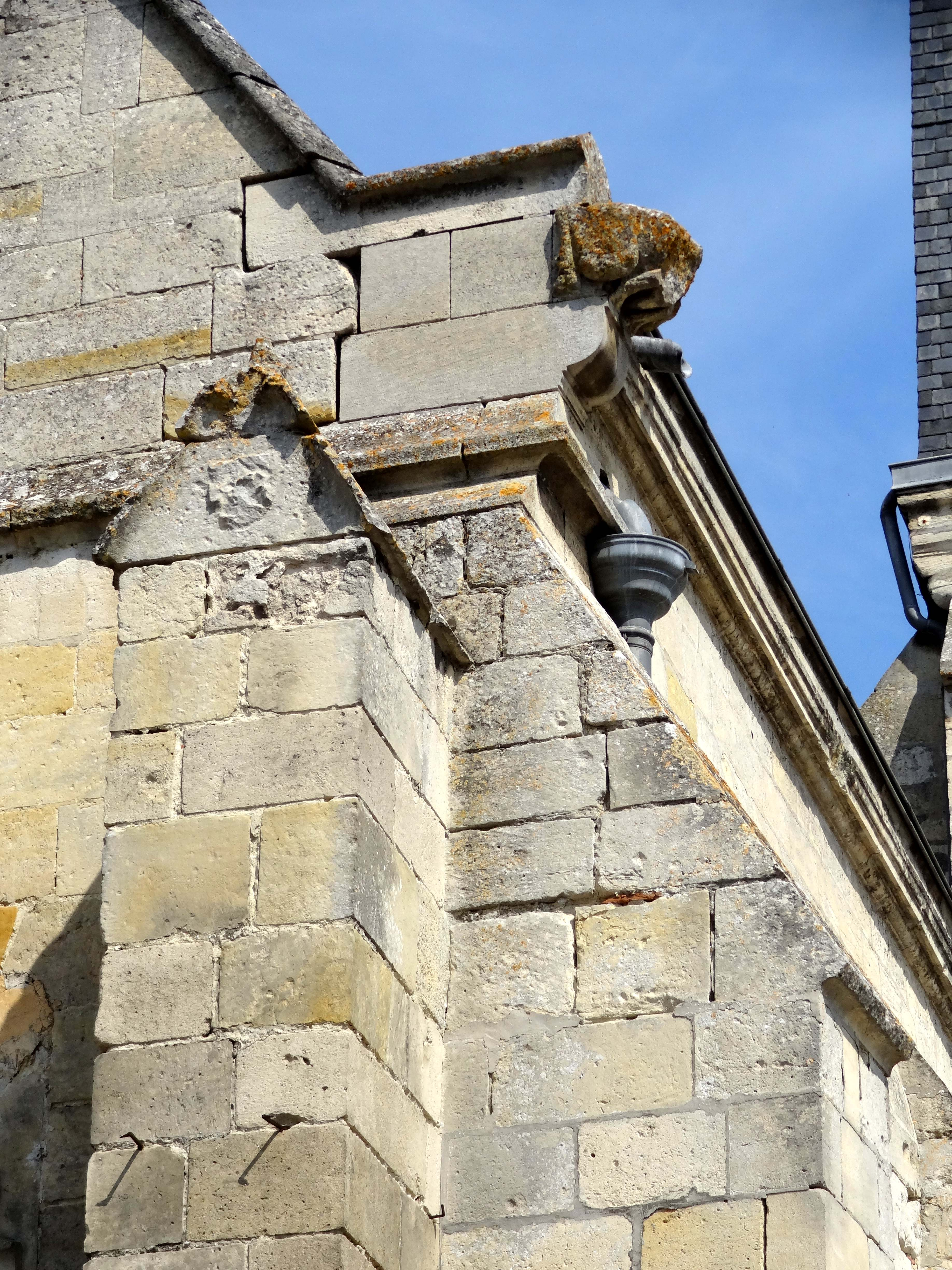
Façade occidentale, contrefort à droite.
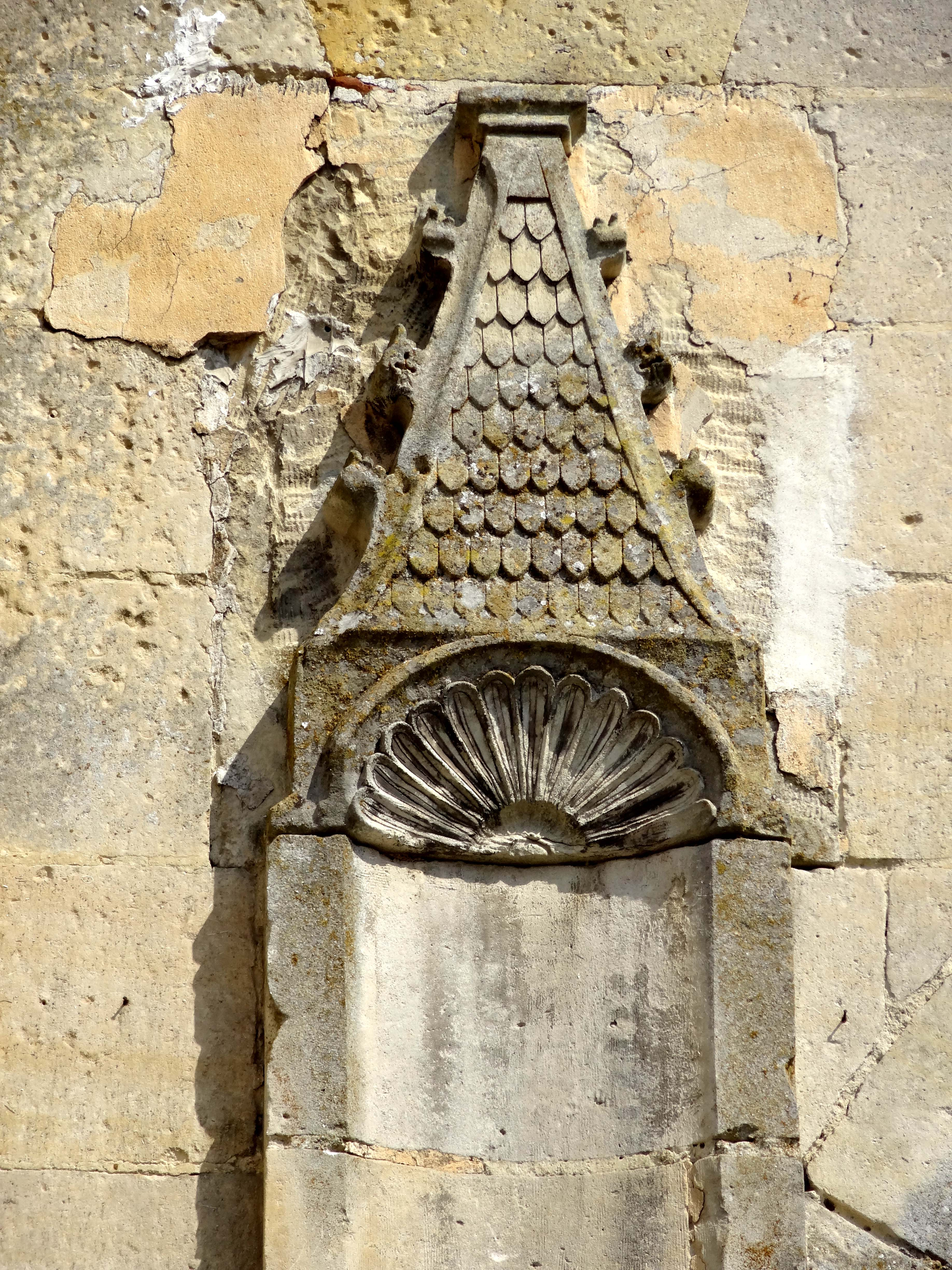
Façade occidentale, dais du portail de droite.
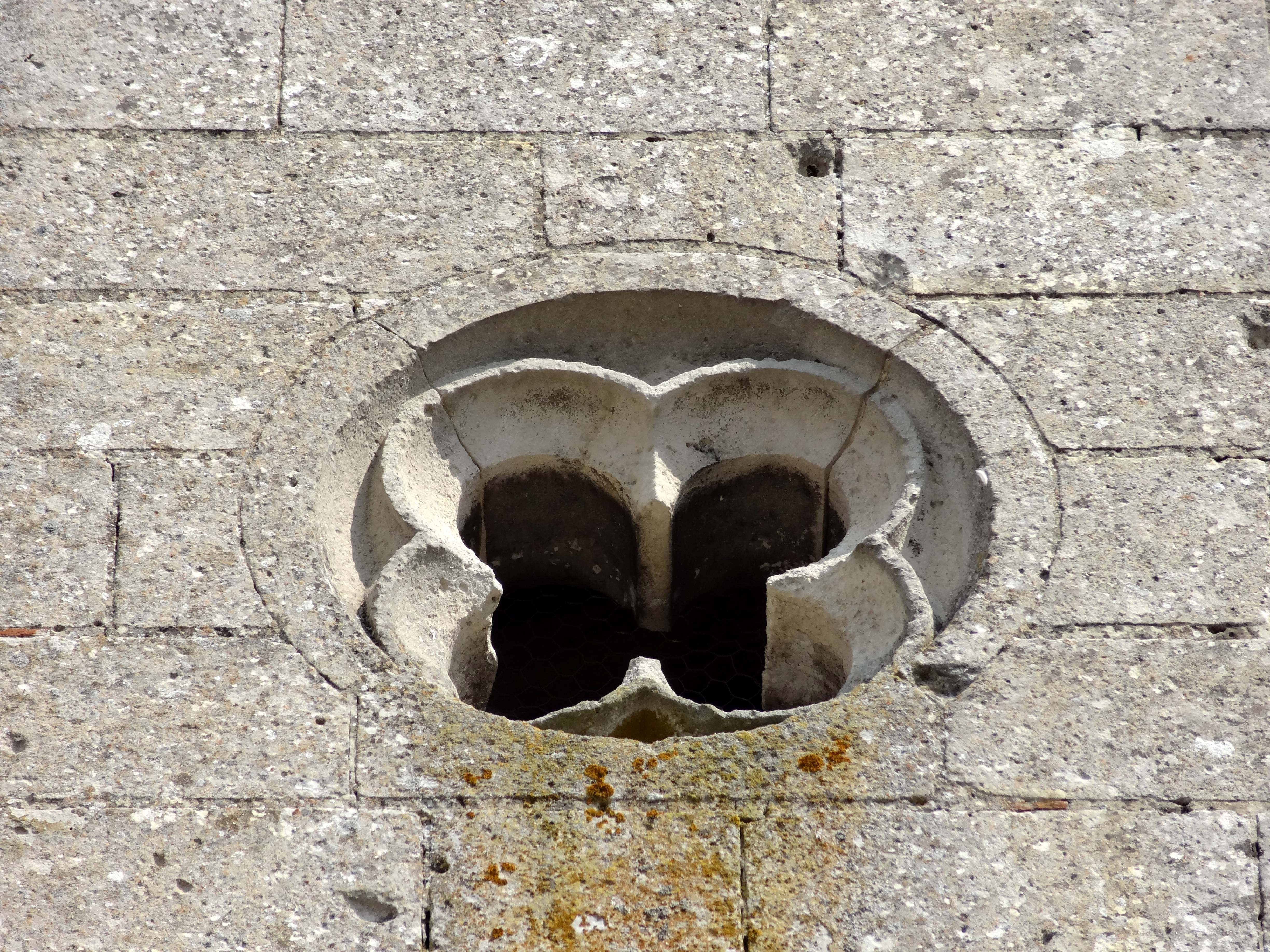
Oculi des pignons.

## Mobilier

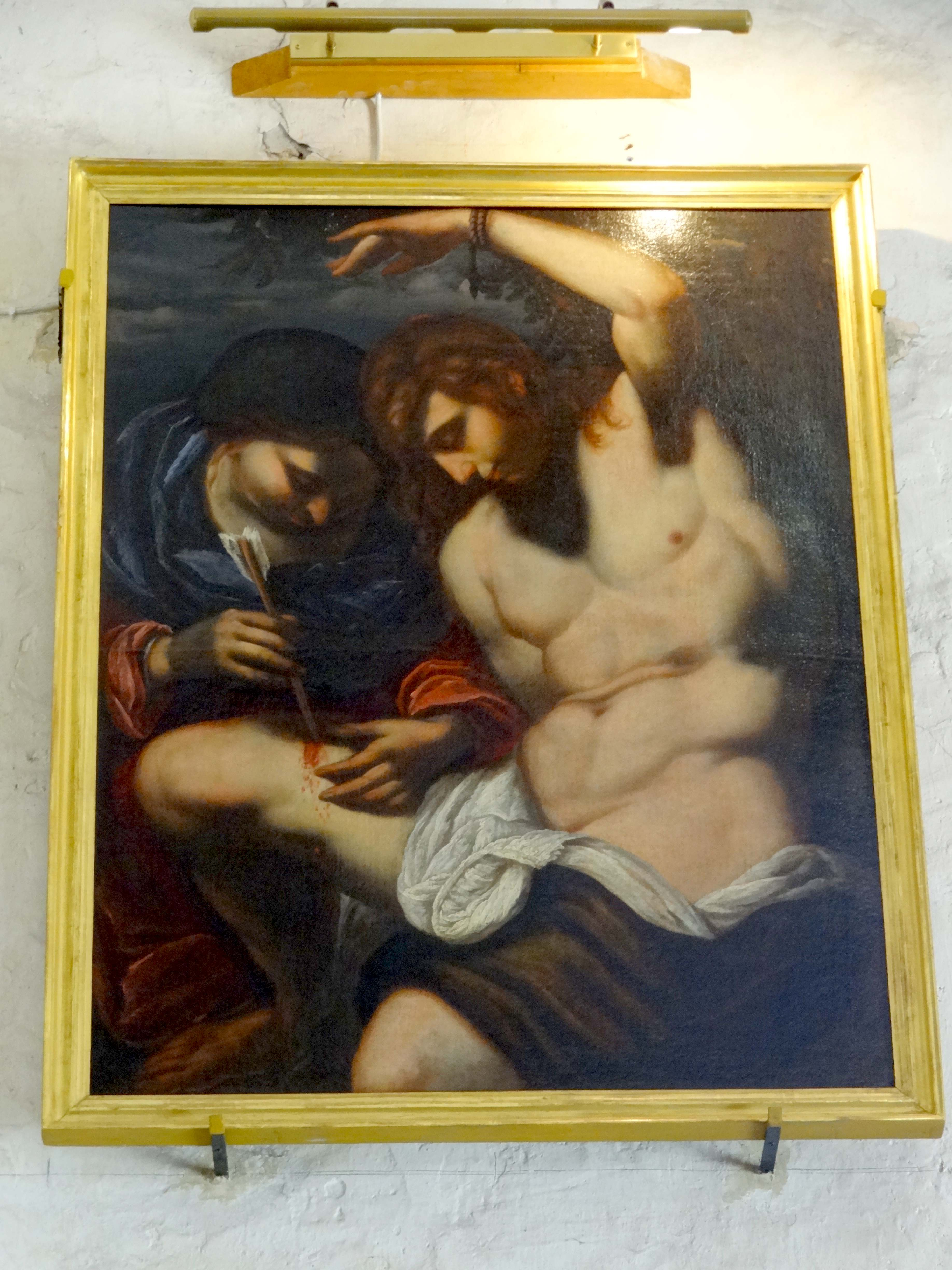
Saint Sébastien soigné par sainte Irène.

Parmi le mobilier de l'église, un seul élément est classé monument historique au titre objet, à savoir un tableau peint à l'huile sur toile, représentant saint Sébastien soigné par sainte Irène, qui lui retire les flèches de son martyre. Ce tableau mesure environ 150 cm de hauteur pour 100 cm de largeur à l'ouverture du cadre ; il a apparemment été réduit lors d'une restauration au XIXe siècle. Il a été peint à l'huile sur toile par un maître anonyme d'école bolonaise au XVIIe siècle (ou peut-être vénitienne ou florentine), et est classé depuis novembre 1912. Quelques autres éléments méritent aussi l'attention, mais la majeure partie du mobilier date du XIXe siècle, et n'a aucune originalité ; les statues et le chemin de croix notamment sont issus de fabrications en série et se trouvent dans bon nombre églises. L'on peut notamment citer la statuette de la Déesse Raison, déjà signalée ; un large bas-relief en pierre polychrome représentant la Cène, sur lequel on manque de renseignements ; un bas-relief provenant d'un retable démantelé et représentant la colombe du Saint-Esprit autour de rayons de lumière ; et deux autres tableaux, qui sont des copies de toiles de grands maîtres.